# Гершуни, Григорий Андреевич
Григо́рий Андре́евич Гершу́ни (Герш-Исаа́к Гершуни; 18 февраля [2 марта] 1870, Ковно, Российская империя — 29 марта 1908, Цюрих, Швейцария) — деятель леворадикального революционного движения, революционер, один из основателей и руководителей Партии социалистов-революционеров и её Боевой организации.
Получил образование провизора, работал бактериологом, активно занимался благотворительностью и культурно-просветительской деятельностью. Разочаровавшись в легальной деятельности, вступил в Рабочую партию политического освобождения России и вскоре её возглавил. Сыграл первенствующую роль в завершении объединения эсеровских кружков в единую Партию социалистов-революционеров. В 1902—1903 годах, а также в 1907 году осуществлял непосредственное руководство партией. Был лидером партии эсеров, её видным публицистом, идеологом и наиболее деятельным функционером. Гершуни создал и возглавил организацию интенсивного террора: Боевую организацию эсеров, состоящую из людей, готовых совершить самопожертвование ради революционных идеалов. Организовал убийства министра внутренних дел Д. С. Сипягина и уфимского губернатора  Н. М. Богдановича, покушение на харьковского губернатора И. М. Оболенского. Был самым разыскиваемым политическим преступником Российской империи. После ареста в 1903 году осуждён и приговорён к смертной казни. Несмотря на то, что Гершуни отказался просить помилования, царь заменил ему казнь пожизненной каторгой, с которой Гершуни сбежал в 1906 году и продолжил свою революционную деятельность. Историки считают, что жизненный путь Гершуни, личности выдающейся, отражал тенденцию возникновения революционных организаций в России конца XIX — начала XX века. 

## Биография

### Ранние годы

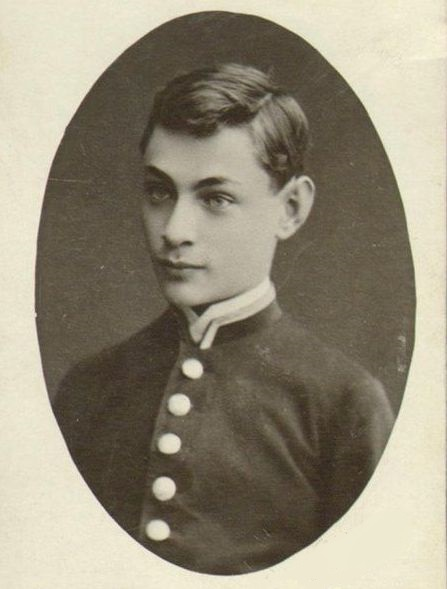
Григорий Гершуни в гимназии

Родился в имении Таврово Ковенской губернии, в небогатой еврейской семье. В 1873 году семья Гершуни переехала в Шавли (современный Шауляй).
Не окончив гимназии из-за недостатка средств, сдал экзамены на аптекарского помощника и работал по этой специальности. В юности год работал корректором в газете. С конца 1880-х писал повести и рассказы. В молодости был далёк от революционных идей, считал, что сначала «надо учиться, узнать жизнь, занять определённое положение, а потом уже заниматься общественными делами».  
В 1895 году поступил на двухгодичные фармацевтические курсы Киевского университета, стал старостой Литовского землячества, вошёл в состав студенческого Союзного совета. В марте 1896 года был арестован по обвинению в организации студенческой манифестации, но быстро освобождён за отсутствием улик. Получив степень провизора, Гершуни работал сначала в Петербурге, затем в Москве в Институте экспериментальной медицины. Участвовал в благотворительности. За устройство вечера в пользу дома трудолюбия получил письменную благодарность от Иоанна Кронштадтского.

### Просветительская деятельность, начало революционной деятельности

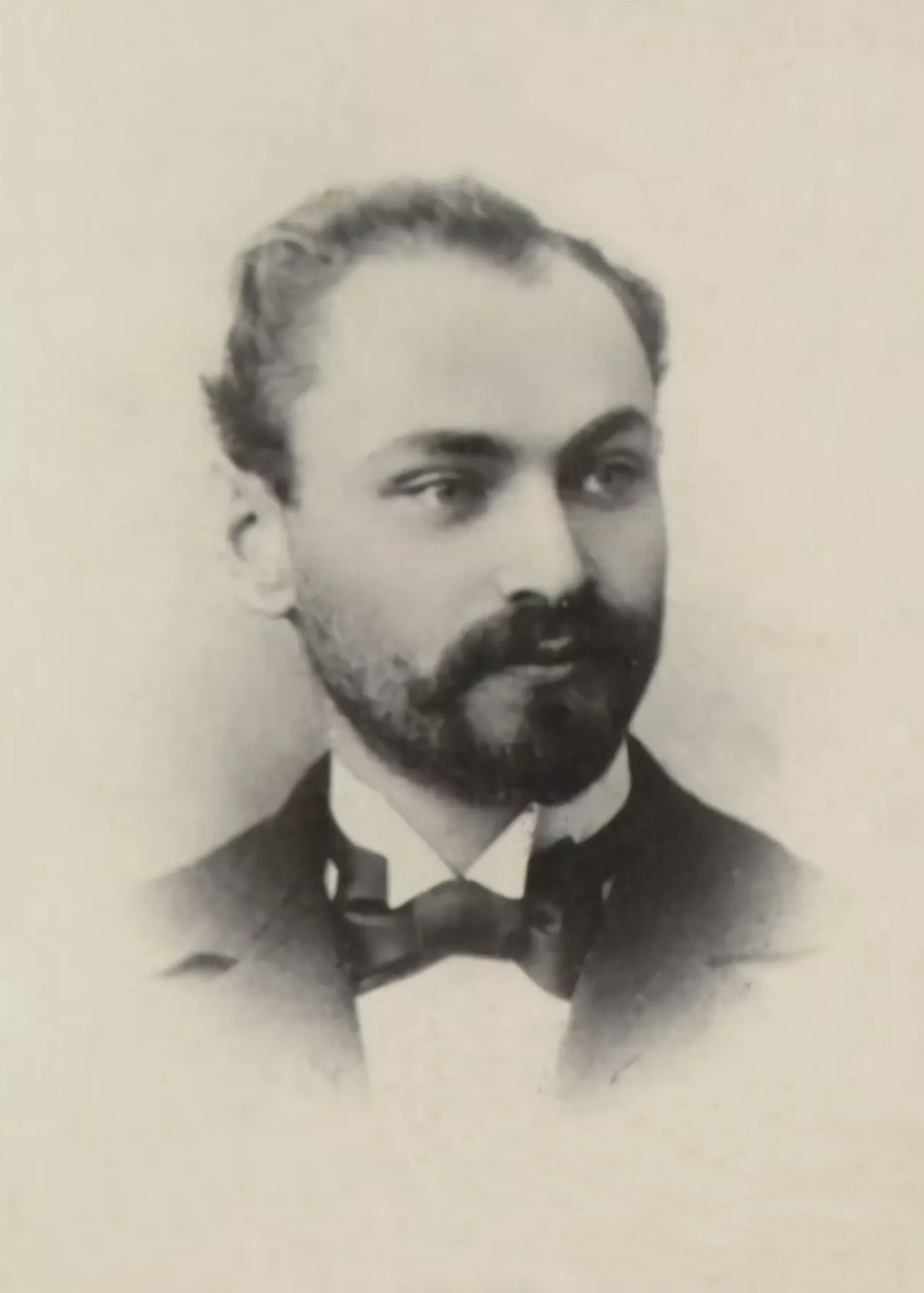

В 1898 году переехал в Минск, где открыл лабораторию для бактериологических исследований. В этот период окончательно стал социалистом и решил посвятить жизнь служению народу. Сначала действовал легальными методами. Помогал нищим евреям, проживающим в черте оседлости. Занимался культурно-просветительской работой: по его инициативе была открыта начальная школа для детей, он преподавал в субботней школе для взрослых. При Минском обществе врачей Гершуни организовал народные чтения для молодёжи. Создал передвижной музей школьных пособий, устраивал детские школьные праздники. 
Позже Гершуни заявлял, что его просветительская деятельность наталкивалась на препятствия со стороны местных властей, имела призрачные результаты, и после крушения «самых законных начинаний» у него возникли уныние и озлобленность. Чтобы не конфликтовать с властями, ему приходилось вступать в мучительные компромиссы с совестью и убеждениями. Поэтому параллельно с легальной деятельностью решил вести нелегальную. Начал оказывать технические услуги революционным группам: устроил мастерскую станков для подпольных типографий, создал бюро изготовления нелегальных паспортов. Взял себе революционный псевдоним Дмитрий, под которым стал выступать на митингах. Очевидцы говорили о нём, как об «ораторе, оставляющем незабываемое по силе впечатление». В это время познакомился с революционеркой-народницей Е. К. Брешко-Брешковской, которая ездила по стране в поисках новых революционных кадров, под её влиянием начал тяготеть к мировоззрению народовольцев. Вместе они организовали транспортировку из-за границы нелегальной литературы, которую революционеры делили на отдельные библиотеки и развозили по России.

### Во главе Рабочей партии политического освобождения России

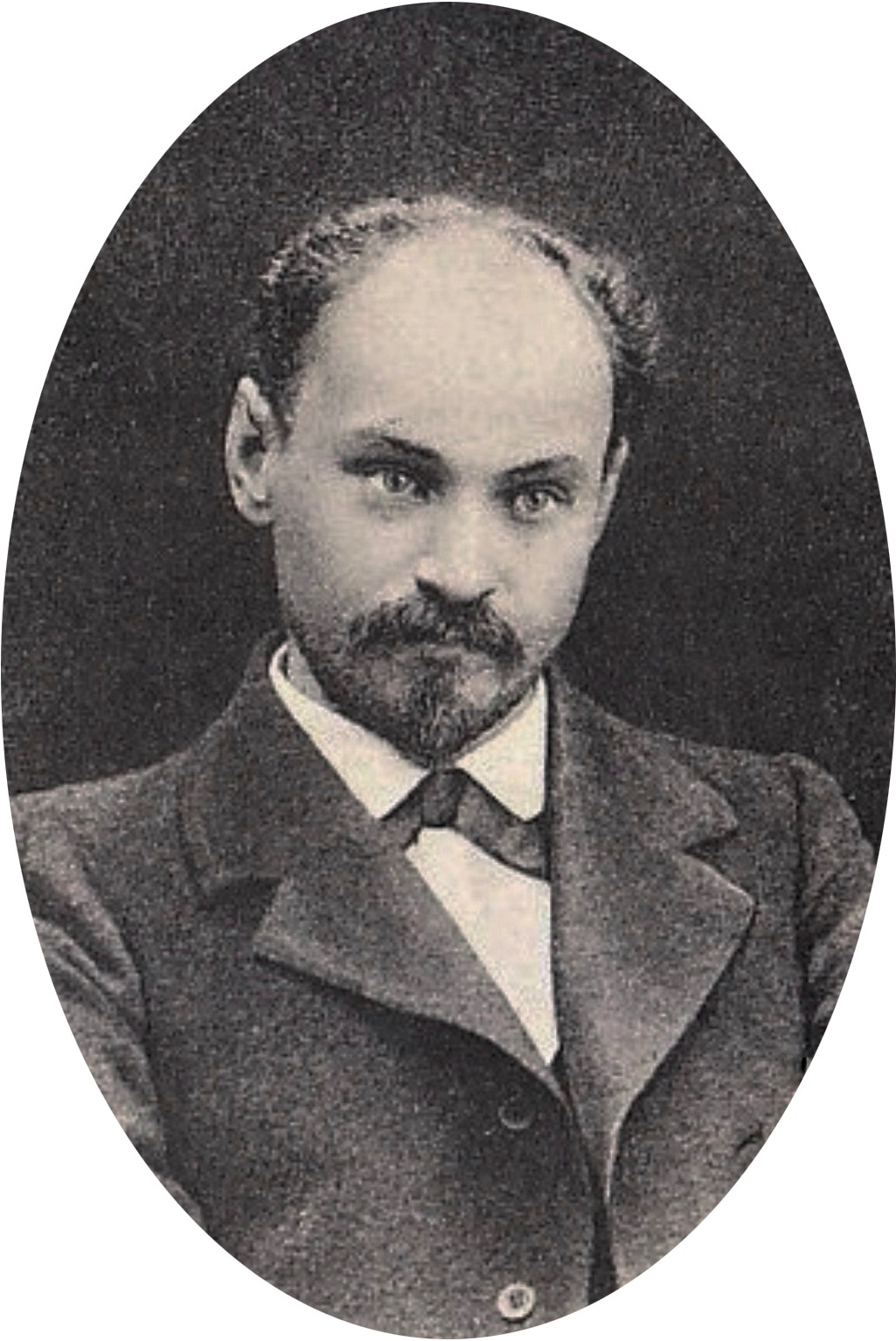

В 1899 году Гершуни вступил в кружок «Рабочая партия политического освобождения России» и вскоре его возглавил (вместе с Л. М. Белкиной (Родионовой-Клячко), Е. К. Брешко-Брешковской, А. О. Бонч-Осмоловским, Е. А. Гальпериным). 
В 1900 году политические взгляды Гершуни радикализировались. На суде он заявлял, что толчком к этому послужили «временные правила», которые предписывали сдавать в солдаты участников студенческих волнений 1899 года. По мнению Гершуни, «временные правила» показали произвол, царивший в России: любой «примостившийся к власти» человек мог обрушить на страну самые дикие и шальные меры, а у страны не было никаких «законных» способов этим шальным мерам противодействовать.

При таком правопорядке вся культурная созидательная работа оказывается выстроенной на почве, которая каждую минуту может её поглотить… Я считал, что настал момент, когда каждый должен составить себе ясное представление о конечных результатах той общественной деятельности, которой он отдался, что при настоящих условиях возможно одно из двух: способствовать или укреплению этого строя, или его падению, но что преступно занимать нейтральное положение.— речь Г. А. Гершуни на суде.
Гершуни пришёл к выводу, что истинные нужды трудового народа не совместимы «с нуждами и целями этого режима», и решил направить силы на разрушение абсолютизма. 

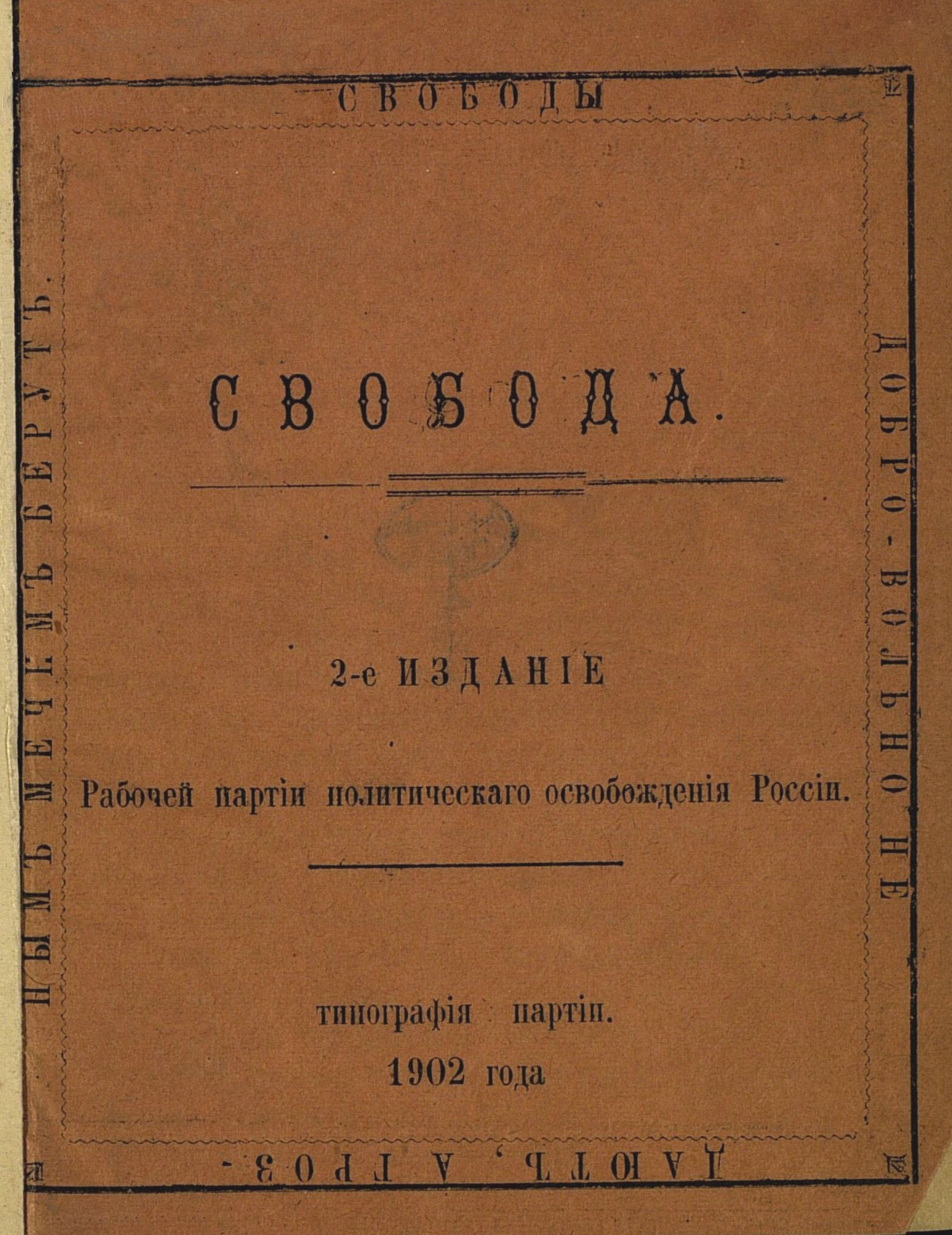
Обложка брошюры «Свобода» с надписью «Свободы добровольно не дают, а грозным мечом берут»

В 1900 году «Рабочая партия» выпустила программную брошюру «Свобода» (автор Л. М. Белкина, редактор Г. А. Гершуни). В ней говорилось, что социализм в России может быть достигнут только после массовой пропаганды в народе, которая невозможна при абсолютизме. Революционерам необходимо завоевать политические свободы и принудить правительство дать стране конституцию. Для этого они должны придерживаться определённой тактики: сначала необходимо создать революционную партию из наличествующих в стране сил, потом начать подготовку новых сил путём агитации и пропаганды, после этого организовать боевой отряд партии и вступить в открытую борьбу с правительством. Боевой отряд должен быть сформирован из добровольцев, способных совершать террористические акты, санкционированные партией, и «идти на эшафот за свою идею». После завоевания политических свобод партия уберёт «меч в ножны» и займётся мирной пропагандой социалистических идей в народе.
В марте 1900 года была обнаружена нелегальная типография, созданная Гершуни, а в июне он был арестован. По распоряжению начальника Московского охранного отделения С. В. Зубатова Гершуни был доставлен в Москву и заключён в Таганскую тюрьму. На долгих ночных допросах Зубатов старался «переломить Гершуни идейно». Гершуни воспользовался тем, что против него не было формальных улик, и подыграл Зубатову, заявив, что он только общественный деятель, оказывающий мелкие услуги революционерам. Написал заявление, в котором отрицал свою принадлежность к революционным организациям. Зубатов отметил, что Гершуни «человек крайне двусмысленный», но в июле 1900 года отпустил его без последствий, полагая, что своим заявлением Гершуни отрезал себе дорогу назад. На свободе Гершуни развернул агитацию против Зубатова, которого считал одним из самых опасных врагов революционного движения, и впоследствии резко критиковал «зубатовщину» в партийной прессе. 

Зубатов не понял тогда достаточно хорошо Гершуни, не разглядел в нём уже готового убеждённого террориста… поверил ему. Очутившись на свободе, Гершуни… отомстил правительству, как видно будет дальше, жестоко.
— А. И. Спиридович. «Записки жандарма».

### Во главе Партии социалистов-революционеров

#### Создание партии эсеров

Знамя партии эсеров

В 31 год Гершуни решил стать профессиональным революционером. Отказался от легальной деятельности и личной  жизни, и в начале 1901 года перешёл на нелегальное положение. Успел уехать из Минска до начала его активных розысков. Л. М. Белкина рассказала жандармам об истинной роли Гершуни в революционном движении, и 25 апреля 1901 года было выпущено постановление об его аресте.
Гершуни был одним из инициаторов объединения разрозненных кружков социалистов-революционеров в единую партию. В деле консолидации эсеров проявил исключительную активность. С весны 1901 года вёл переговоры об объединении с руководителями эсеровских кружков Юга России и Саратова, и заручился их поддержкой. Летом 1901 года в Москве пытался убедить А. А. Аргунова объединить возглавляемый им «Союз социалистов-революционеров» с образовавшейся незадолго до этого «Южной партией социалистов-революционеров». Аргунов отказался, но осенью того же года сам инициировал объединение, делегировав за границу с этими целями М. Ф. Селюк и Е. Ф. Азефа. В октябре-ноябре 1901 года Гершуни побывал в Воронеже, Иркутске, Киеве, Казани, Кишинёве, Одессе, Ростове-на-Дону, Самаре, Уфе и многих других городах, и получил полномочия от местных организаций быть их представителем в деле создания партии. Как представитель эсеров Юга и Северо-Западного края выехал за границу, где вёл переговоры об объединении с Селюк и Азефом, а в дальнейшем и с эсерами-эмигрантами В. М. Черновым, М. Р. Гоцем, Х. О. Житловским, И. А. Рубановичем и другими. «Южная партия социалистов-революционеров» объединилась с северным «Союзом социалистов-революционеров» и зарубежными группами, и в январе 1902 года газета «Революционная Россия» объявила о создании Партии социалистов-революционеров (эсеров). Гершуни участвовал в создании проекта программы партии. Вернувшись в Россию в январе 1902 года, добился от членов своей «Рабочей партии» согласия включить её в новую объединённую партию. 
Первенствующая роль Гершуни в деле организационного завершения объединения эсеровских кружков была несомненна, писал В. М. Чернов. Специалист по эсерам историк М. И. Леонов считает, что в первую очередь благодаря усилиям Гершуни была основана Партия социалистов-революционеров и сформирован её Центральный комитет.

#### Руководство партией эсеров (1902—1903)
С момента образования и до первого съезда в 1905 году партия эсеров представляла собой аморфное образование, состоящее из разобщённых групп людей. В партии было около двух тысяч человек и она носила характер конспиративно-элитарной организации. Главным объединяющим партийным центром была газета «Революционная Россия», в редколлегию которой входил Гершуни. 
В 1902—1903 годах Гершуни был членом ЦК и осуществлял руководство партией в России. Вместе с Е. К. Брешко-Брешковской, П. П. Крафтом и М.М. Мельниковым он объезжал разрозненные комитеты и группы и связывал их в единое целое. В процессе управления партией Гершуни решал различные задачи: восстанавливал разрушенные после арестов местные отделения, искал для партии деньги, создавал типографии, договаривался с контрабандистами о провозе нелегальной литературы из-за границы. Он искал новые кадры для партии и Боевой организации; помог бежать из ссылки старому народовольцу П. С. Поливанову, который вступил в Боевую организацию. Помимо этого Гершуни занимался пропагандой и активно писал статьи в «Революционную Россию» (например, он автор статьи о покушении Г. Д. Леккерта на виленского губернатора
В. В. Валя).
Гершуни единственный среди руководителей партии «обладал ярко выраженными способностями идеолога, публициста, оратора и организатора», отмечает историк Леонов. Когда Гершуни судили как лидера Боевой организации, он заявлял, что он, в первую очередь, партийный функционер: бо́льшая часть его работы — это общепартийная работа, направленная на массовую деятельность. Особую лидерскую роль Гершуни в партии эсеров подчёркивали М. Р. Гоц и В. М. Чернов. Они считали Гершуни незаменимым руководителем, человеком необыкновенной революционной интуиции, которого очень не хватало партии во время революционных событий 1905—1906 годов.

### Во главе Боевой организации (1902 — май 1903)

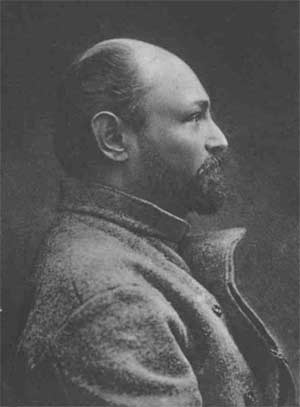

#### Создание Боевой организации, убийство Сипягина
После объединения в партии эсеров не было единства мнений по поводу революционного терроризма. Гершуни на практике начал реализовывать идеи террористической борьбы, и, по словам Чернова, выступил в этом деле «смелым новатором». По собственной инициативе он организовал террористическую группу, которая вскоре стала называться Боевой организацией партии социалистов-революционеров. Однако первый теракт группа проводила не как структура партии, а «на свой собственный риск и страх», чтобы в случае неумелых действий партия не несла за неё ответственность.
2 апреля 1902 года в Санкт-Петербурге бывший студент С. В. Балмашёв убил министра внутренних дел Д. С. Сипягина. Убийство произошло перед заседанием Комитета министров в Мариинском дворце, куда Балмашёв проник под видом адъютанта великого князя Сергея Александровича. Балмашёв протянул министру пакет «от князя» и дважды выстрели в Сипягина из револьвера. После этого сдался без сопротивления. Члены Комитета министров наблюдали агонию Сипягина, а С. Ю. Витте, И. Н. Дурново и М. И. Хилков непосредственно помогали смертельно раненному министру. Теракт произвёл на правительство страны устрашающее впечатление. Во время покушения Гершуни находился недалеко от Мариинского дворца.  
На следствии Балмашёв заявил, что вся его предшествующая работа показала, что при правительственных репрессиях мирная социалистическая работа невозможна, и поэтому он был вынужден вступить на путь политического террора. От других показаний Балмашёв отказался. Военным судом он был приговорён к казни, просить помилования отказался и был повешен в Шлиссельбурге.
Теракт 2 апреля задумывался Гершуни двойным. Во время покушения на Сипягина должно было произойти похожее по сценарию покушение на обер-прокурора Синода К. П. Победоносцева. Когда Победоносцев выезжал из здания Синода, к нему должен был подойти «старец генерал флигель-адъютант» и застрелить из револьвера. Покушение не состоялось по случайности: телеграмма с вызовом из-за ошибки на телеграфе не дошла до исполнителя. 
После покушения в Мариинском дворце Гершуни за день подготовил новый теракт, который планировал провести 5 апреля 1902 года во время похорон Сипягина.  Жертвами должны были стать Победоносцев и петербургский генерал-губернатор Н. В. Клейгельс, исполнителями — отставной поручик Е. К. Григорьев и его невеста Ю. Ф. Юрковская. Они оказывали эсерам различные услуги, не входили в Боевую организацию, но вызвались стать террористами-добровольцами. Как вспоминал Гершуни, эта попытка была импровизацией. На следующий вечер после убийства Сипягина Гершуни встретился по делам с Григорьевым и Юрковской, которые высказали намерение совершить теракт с помощью или без помощи Боевой организации. Под воздействием неудачи с Победоносцевым Гершуни решил рискнуть и пойти на плохо разработанный теракт с непроверенными исполнителями, которые 5 апреля не решились действовать. Как писал Чернов, впоследствии Гершуни «горько сожалел о том, что свернул с намеченного пути строго законспирированного и планомерного организованного действия и поддался на соблазн случайной частной комбинации».  
Эсеры взяли на себя ответственность за убийство Сипягина и заявили о начале террористической борьбы. Гершуни написал листовку «По делам вашим воздастся вам», где объяснял, что убийство министра внутренних дел было вызвано необходимостью прекратить государственные репрессии по отношению к разным группам населения Российской империи:

Лишенные возможности каким бы то ни было мирным способом противодействовать этим злодеяниям, мы, сознательное меньшинство, считаем не только своим правом, но и своей священной обязанностью — несмотря на всё отвращение, внушаемое нам таким способом борьбы — на насилие отвечать насилием, за проливаемую народную кровь платить кровью его угнетателей… Свист пули — вот единственно возможный теперь разговор с нашими министрами, пока они не научатся понимать общечеловеческую речь и прислушиваться к голосу страны. — Г. А. Гершуни. Прокламация Боевой организации по поводу убийства Д. С. Сипягина.
В «Революционной России» вышла статья «Террористический элемент в нашей программе», где Чернов и Гершуни объясняли цели эсеровского террора. Теракты назывались неизбежным средством самообороны, защиты общества от произвола властей. Особо указывалось, что террор — не главное средство борьбы эсеров с властью, он должен только дополнять и усиливать массовую борьбу. Поэтому террористические функции в партии выделялись из общей работы и отдавались в руки автономной группе — Боевой организации. Местные комитеты партии не должны были втягиваться в боевую деятельность, чтобы направлять больше усилий на организационную и пропагандистскую работу в народе. Террористическая борьба ставилась под контроль руководства партии: объекты и желательное время покушений для Боевой организации определял ЦК. Вопросы исполнения терактов были полностью в ведении самой Боевой организации. 
Гершуни начал формировать принципы работы Боевой организации, которые окончательно утвердились в период руководства Е. Ф. Азефа и Б. В. Савинкова. Боевая организация являлась самой законспирированной частью партии. Она пользовалась автономией от партии, имела свою кассу, явки, адреса, квартиры. Стать членом Боевой организации революционер мог только добровольно, по собственной инициативе. Кандидат проходил тщательную проверку. Требовалось, чтобы он был «человеком выдержанным, дисциплинированным и конспиративным» и был готов отказаться личной жизни, привычек, собственных интересов. Важное значение имела мотивация кандидата. Брали людей идейных, готовых принести свою жизнь в жертву революционным идеалам. Перед тем, как принять человека в Боевую организацию, Гершуни отговаривал его «от вступления на этот роковой путь, уступая лишь ничем не преодолимой решимости». Если человек имел садистические наклонности или мотивировался в первую очередь суицидальными желаниями, ему отказывали. «Жертвенность, а не безоглядное удальство и не легкодумное молодечество может отпереть человеку двери в Боевую организацию», — говорил Гершуни. В организации существовал дух боевого братства, а Гершуни был для её членов наставником и воспитателем.  
На первом этапе (1902—1903 годы) вся деятельность Боевой организации замыкалась на Гершуни. Он единственный обладал полной информацией о её членах и делах. Идеологом эсеровского террора был его друг, заграничный представитель Боевой организации М. Р. Гоц, который оказывал значительное влияние на Гершуни. Эсеры называли Гершуни «диктатором» Боевой организации. Как член ЦК, он участвовал в выборе объектов покушений, как глава Боевой организации — полностью отвечал за их исполнение. Гершуни утверждал исполнителей, планировал, организовывал и контролировал проведение терактов, в которых, по словам Чернова, избегал лишнего насилия:

Гершуни от революции требовал того же, чего гуманные люди требуют от полководцев. Избегать ненужных жертв, щадить побеждённых, уважать интересы и жизнь нейтральных. Он с энтузиазмом отнёсся к поступку И. Каляева, который, выйдя с бомбой против вел. князя Сергея, отступил, увидев рядом с вел. князем его жену и детей. Он, как до него Михаил Гоц, восстал против тактики максималистов, взорвавших дачу премьер-министра П. А. Столыпина, когда она была полна посторонних людей.— В. М. Чернов. «Воспоминания о восьми лидерах».

#### Покушение на Оболенского
Следующими целями для Боевой организации эсеры решили выбирать представителей местной власти, которые участвовали в расправах над рабочими, крестьянами и студенчеством. 
После подавления крестьянских волнений в Харьковской губернии весной 1902 года целью Боевой организации стал харьковский губернатор князь И. М. Оболенский. Губернатор подавил беспорядки с помощью солдат, пушек и массовых экзекуций крестьян, и за решительные действия получил от Николая II орден Святого Владимира 2-й степени.
29 июля 1902 года рабочий Ф. К. Качура стрелял в харьковском парке «Тиволи» в Оболенского, легко ранил его в шею и сразу после этого был схвачен. На следствии Качура заявил, что он член Боевой организации эсеров и хотел убить Оболенского за те меры, которые губернатор применял по отношению к крестьянам. Качура пояснил, что партия «звала крестьян на борьбу и они считали обязанностью крестьян защищать». Имена своих сообщников назвать отказался. Военным судом Качура был приговорён к смертной казни, выслушав приговор, с улыбкой поблагодарил судей. Отказался писать прошение о помиловании. По ходатайству Оболенского царь заменил казнь бессрочной каторгой, которую Качура начал отбывать в Шлиссельбурге. Организатор покушения Гершуни сопровождал Качуру на место теракта и контролировал его действия.

#### Убийство Богдановича

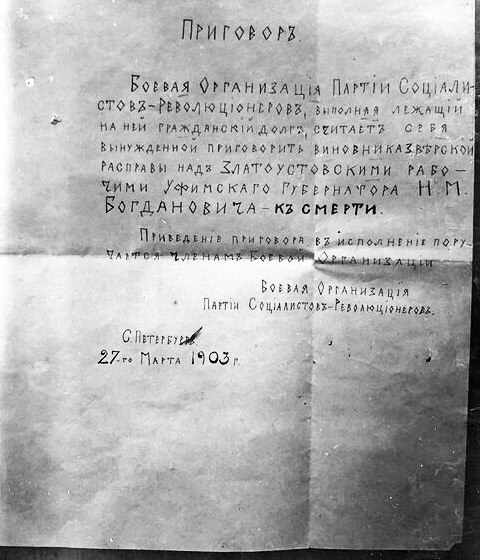
Смертный приговор Боевой организации губернатору Богдановичу

13 марта 1903 года в Златоусте произошёл расстрел рабочей демонстрации. Во время забастовки рабочих оборонного завода уфимский губернатор Н. М. Богданович приказал солдатам открыть огонь на поражение по толпе. В результате 69 рабочих были убиты и более 250 ранены (по данным властей, убиты были 45, а ранены — 87 человек). Власти возложили ответственность за расстрел на «подпольных агитаторов», участников демонстрации привлекли к суду, а действия Богдановича признали уместными. 
6 мая 1903 года члены Боевой организации, уфимский железнодорожный рабочий Е. О. Дулебов и оставшийся неизвестным, в Соборном парке города Уфы застрелили Богдановича и скрылись. Покушение было чётко спланировано. Около трёх часов дня к губернатору с двух сторон приблизились два прогуливающихся молодых человека. Один дважды выстрелил в губернатора и быстрым шагом пошёл к калитке парка. В это время второй расстрелял лежащего на земле Богдановича, бросил на него пакет с приговором Боевой организации и, перепрыгнув через изгородь, убежал от преследования по городским улицам. Экспертиза показала, что Богданович получил восемь ранений, почти все они были смертельными. Во время покушения Гершуни находился в парке, который покинул лишь тогда, когда убедился в гибели Богдановича. Участники покушения скрылись из города. Полиция нашла только прощальное письмо Дулебова к товарищам по рабочему движению, где он говорил, что Богданович не должен остаться безнаказанным за убийства златоустовских рабочих.

### Арест

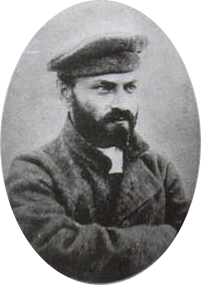
Гершуни на каторге в арестантской одежде

Боевая организация выбирала жертвами символы государственных репрессий, поэтому убийства Сипягина и Богдановича принесли определённую поддержку эсерам в массах, пишет М. Перри. Специалист по революционному терроризму О. В. Будницкий отмечет, что убийство Сипягина вызвало у обывателей не «чувство отвращения или негодования, а скорее удовлетворения и злорадства». Террору, как способу борьбы с абсолютизмом, сочувствовали либералы и интеллигенция, и даже писатель Л. Н. Толстой, по словам В. Г. Короленко, признал, что убийство Сипягина было «целесообразно». 
Департамент полиции больше двух лет разыскивал Гершуни по всей стране, его фотографии были разосланы по всем жандармским отделениям и пограничным пунктам. Сподвижник Зубатова Л. П. Меньщиков писал, что полиция сбивалась с ног, разыскивая Гершуни, бредила им, но он был опытным конспиратором и умел носить «шапку-невидимку». Николай II пообещал дать самую большую пенсию тому, кто арестует Гершуни, также жандармам была обещана премия в двадцать тысяч рублей. Министр внутренних дел В. К. Плеве заявил Зубатову, что фотокарточка Гершуни будет стоять у него на столе, пока Гершуни не арестуют.
Зубатов очень высоко оценивал революционно-террористические способности Гершуни и называл его «художником в деле террора». Начальник Киевского охранного отделения А. И. Спиридович отмечал его незаурядные личные качества и умение влиять на людей: 

Убежденный террорист, умный, хитрый, с железной волей, Гершуни обладал исключительной способностью овладевать той неопытной, легко увлекающейся молодежью, которая, попадая в революционный круговорот, сталкивалась с ним. Его гипнотизирующий взгляд и вкрадчивая убедительная речь покоряли ему собеседников и делали из них его горячих поклонников.— А. И. Спиридович. «Записки жандарма».

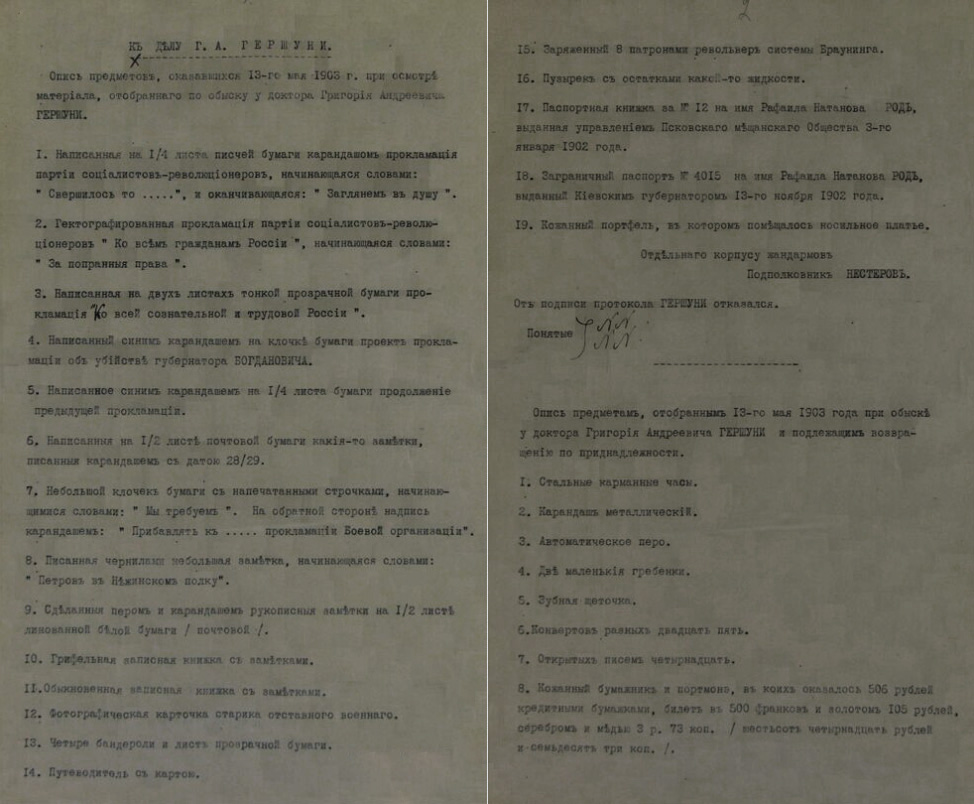
Опись предметов, изъятых у доктора Григория Андреевича Гершуни при аресте 13 мая 1903 года. Среди предметов: Браунинг и 8 патронов, проект прокламации об убийстве губернатора Богдановича, паспорт на имя Р. Н. Рода, 614 рублей и 500 франков.

По наводке Азефа, который был тайным осведомителем полиции, летучий отряд филёров во главе с Е. П. Медниковым пытался задержать Гершуни в Уфе. Они опоздали, потому что Азеф умышленно рассказал о пребывании Гершуни в Уфе уже после его отъезда.
Гершуни не подчинился требованию товарищей временно уехать за границу и в результате операции Киевского охранного отделения был арестован 13 мая 1903 года в Киеве. При задержании не оказал сопротивления, хотя носил в кармане пистолет. Как особо опасный преступник в виде исключения был сразу же после ареста закован в ручные и ножные кандалы. В присутствии жандармского и прокурорского начальства показательно поцеловал свои цепи. Был привезён в Петербург, где заключён в наиболее изолированную камеру Тюрьмы Трубецкого бастиона Петропавловской крепости №46. Находился под усиленным надзором во избежание попыток самоубийства. Во время предварительного следствия не давал никаких показаний и не подписывал документов. Министр внутренних дел В. К. Плеве лично пытался допросить Гершуни, для чего пришёл к нему в камеру, но Гершуни от разговора отказался. Департамент полиции дважды предлагал Гершуни сделку: признать себя членом Боевой организации в обмен на отмену запланированного смертного приговора. Гершуни отказался, так пояснив своё решение главе особого отдела департамента полиции Н. А. Макарову:

Вы там, в департаментах… искренно уверены, что мы идём в революцию так себе: кто по увлечению, кто по моде, кто рассчитывая на безнаказанность… Вы не понимаете, что взрослый сознательный человек, порывая со всем прошлым и бросаясь в революцию, продуманно решает вопрос всей своей жизни… Компромиссы с совестью делались там, в старой жизни… потому-то в новую и ушёл, чтобы избавиться от компромиссов. Ждёт ли нас в новой жизни депутатское кресло в парламенте, высылка в Сибирь или виселица — верьте, мы над этим не много думаем, так как себе-то приуготовляем последнее. Критерием наших действий является только одно… благо и интересы трудового народа… Критерий действий правительства — прямо противоположный: всё хорошо, что плохо для революции. Мы и вы — два непримиримых лагеря… Интересы наши враждебны и прямо противоположны друг другу… Скажите вашему Плеве: торговаться, сговариваться нам не о чем. Пусть он делает своё дело: я своё сделал!— Г. А. Гершуни. «Из недавнего прошлого».

### Процесс Боевой организации эсеров

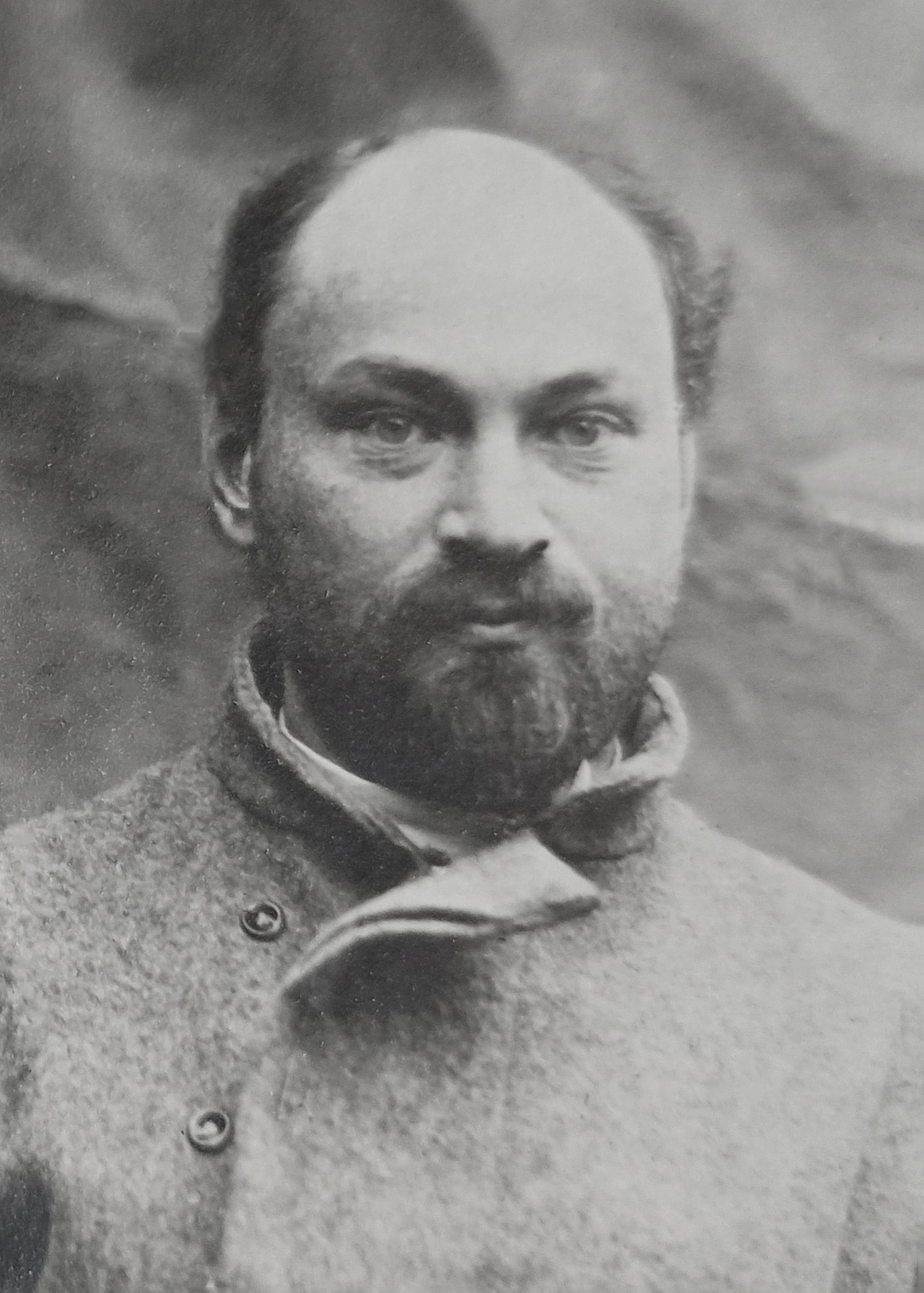
Полицейская фотография Григория Гершуни

С 18 по 25 февраля 1904 года в военно-окружном суде Петербурга проходил закрытый процесс Боевой организации эсеров. К суду были привлечены Гершуни, его помощник М. М. Мельников, Е. К. Григорьев, а также эсеры А. И. Вейценфельд и Л. А. Ремянникова, которые оказывали Гершуни услуги, но не входили в Боевую организацию. Защитником Гершуни на процессе был известный адвокат Н. П. Карабчевский, а его помощником Бруно Барт — сын революционера Г. А. Лопатина. Гершуни обвинялся в принадлежности к Партии социалистов-революционеров и Боевой организации, в участии в убийстве министра Сипягина и губернатора Богдановича, в покушении на обер-прокурора Победоносцева и губернатора Оболенского.
Материалы дознания были переданы в суд без прохождения этапа следствия, доказательная база была слабой и обвинение строилось в основном на показаниях свидетелей. Из-за отсутствия прямых доказательств к процессу Боевой организации не был привлечён арестованный помощник Гершуни П. П. Крафт. 
Основной задачей властей было показать, что действия Боевой организации являются не следствием роста революционных настроений в обществе, а результатом злой воли нескольких лиц, в первую очередь самого Гершуни. Cторона обвинения склонила к сотрудничеству  Григорьева, Юрковскую и Качуру, которые дали показания против Гершуни, Мельникова, Вейценфельда и Ремянниковой. Григорьев и Качура раскаялись и заявили, что участвовали в террористических предприятиях под влиянием Гершуни. Адвокат Григорьева А. В. Бобрищев-Пушкин обвинил Гершуни в том, что он не способен на личное геройство, а только «делает героев» из молодых людей, с легким сердцем посылая их на виселицы. 
Как пишет историк Р. А. Городницкий, этот процесс имел такой позорный характер, который не носил в будущем ни один судебный процесс над членами Боевой организации. Чтобы выгородить себя, Григорьев и Юрковская давали ложные показания, после вопросов Гершуни путались в показаниях, а Качура отказался от части своих письменных показаний. Он заявил, что раскаивается в попытке убить Оболенского и теперь считает революционеров вредными членами общества. На суде Качура был в подавленном состоянии, с трудом отвечал на вопросы, поэтому адвокаты попросили подвергнуть его судебно-психиатрической экспертизе, но получили отказ. Впоследствии за свои показания Григорьев получил замену смертной казни высылкой в Закавказье, Юрковская осталась в статусе свидетеля и не была привлечена к суду, а Качура получил замену пожизненного заключения на ссылку в Архангельскую губернию. 
Под угрозой смертного приговора открестился от своей революционной деятельности и помощник Гершуни Мельников. Он стал отрицать не только своё участие в Боевой организации, но и принадлежность «к какому бы то ни было тайному противозаконному сообществу», прямо или косвенно сваливая вину на других. Мельников признался, что не принадлежит «к числу натур, всецело проникнутых жертвенным настроением», несколько раз подавал прошения о помиловании и смягчении наказания, что у революционеров считалось самым позорным преступлением. Между Мельниковым и Гершуни возник конфликт. В дальнейшем Мельников подозревал Гершуни в провокаторстве, чуть не сорвал его побег с каторги и был исключён эсерами из своих рядов.  
Гершуни тяжело переживал оговоры бывших товарищей и писал, что не о таком процессе он мечтал. Он был ограничен в политических заявлениях и не мог признать себя членом Боевой организации, так как это бы подтвердило справедливость показаний Григорьева и Качуры в отношении других подсудимых. Гершуни, а вслед за ним Вейценфельд и Ремянникова, признав свою принадлежность к партии, в остальном предпочли молчать и не возражать обвинению. В ходе процесса с Вейценфельда и Ремянниковой удалось снять наиболее тяжёлые обвинения: Вейценфельд был приговорён к четырём годам каторжных работ за распространение нелегальной литературы, Ремянникова — к трём месяцам тюремного заключения за хранение литературы.   
Гершуни на голову возвышался над остальными участниками процесса, пишет историк М. И. Леонов. Он держал себя с достоинством, холодно всматриваясь в присутствующих, говорил неспешно, продуманно, «ровным, металлическим голосом, отчеканивая каждое слово». В своём последнем слове Гершуни выступил как лидер социалистов-революционеров. Объяснил, почему партия ведёт революционную борьбу, указал место террора в этой борьбе. Рассказал суду, как созданные правительством условия заставили его перейти от устройства школ сначала к повседневной нелегальной работе, а потом и к террору.

Я считаю свою деятельность выполнением лежащей на нас гражданской обязанности, а не преступлением… В деятельности своей я руководствовался только сознанием своего долга и интересами трудового народа, и долг свой перед ним я считаю честно выполненным, ни в чём себя не упрекаю и верю, что и он, поняв, не упрекнёт меня. Я знаю, что дорога отсюда ведёт прямо на виселицу, и ни о каком снисхождении у вас не прошу.— речь Г. А. Гершуни на суде.
Гершуни заявил, что, уничтожив его как личность, судьи помогут его делу: покажут репрессивную сущность царского режима и подтолкнут новых людей участвовать в революционной борьбе. Он понимал, что только смертный приговор сможет очистить его идеи и имя от клеветы, так как «характер предательства» его бывших товарищей даёт «богатую пищу для дискредитирования» всего террористического течения в будущем:  

 Вот это-та боязнь, что предательство двух лиц в процессе, их продиктованные жандармами трафаретные показания на тему о том, что ими воспользовались руководители террора, скрывающиеся за их спиной, как пушечным мясом, будут недобросовестно использованы, —  заставляла желать казни: через труп не всякий решится переступить для таких целей.— Г. А. Гершуни. «Из недавнего прошлого».
Вопрос о степени влияния Гершуни на исполнителей терактов остаётся спорным. Однако большинство исследователей считают, что Гершуни не пытался уйти от ответственности за свою революционно-террористическую деятельность. Альтернативной точки зрения придерживается историк Р. А. Городницкий: ссылаясь на мемуары Мельникова, испытывавшего к Гершуни личную неприязнь, он считает, что Гершуни всеми силами пытался сохранить свою жизнь. С ним спорит историк М. И. Леонов, который отмечает, что материалы процесса не дают оснований сделать вывод, что Гершуни старался избежать смертного приговора. Историк О. В. Будницкий пишет, что в своей революционной деятельности Гершуни не щадил своей жизни также, как и чужой. Адвокат Н. П. Карабчевский, которого можно отнести к числу критиков Гершуни, также отмечал, что революционер принципиально отказался просить помилования.
Гершуни был приговорён к смертной казни через повешение. Несмотря на давление департамента полиции, отказался писать прошение о помиловании. К приговору отнёсся спокойно, написал в прощальном письме: «Я считаю, что моя жизнь сложилась счастливо, и мне не в чем упрекать судьбу». Три недели провёл в ожидании исполнения приговора, предполагая, что перед смертью его будут пытать, чтобы получить информацию о Боевой организации. На этот случай припас и смог пронести в тюрьму смертельную дозу морфия.

### На каторге (1904 — октябрь 1906)

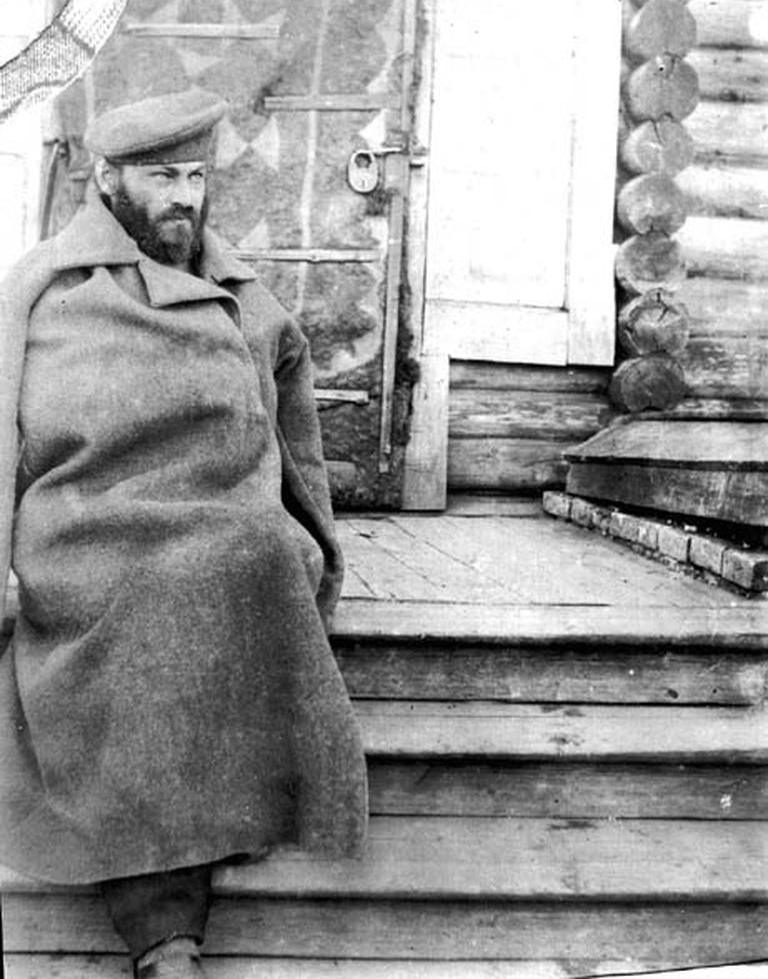
Григорий Гершуни в Акатуйской каторжной тюрьме

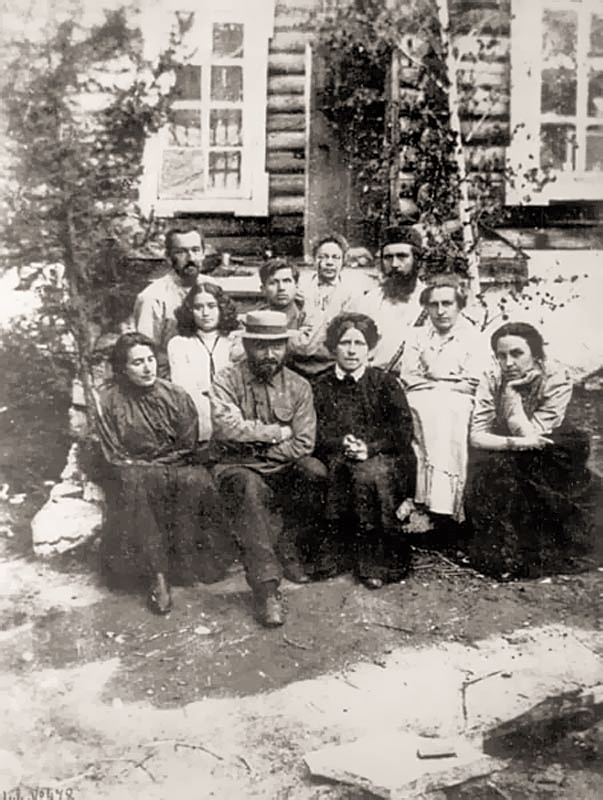
Эсеры в Акатуе. Слева направо: Мария Школьник, Григорий Гершуни, Мария Спиридонова, Александра Измайлович, Анастасия Биценко; во втором ряду: Егор Созонов, Ревекка Фиалка, Петро Сидорчук, Лидия Езерская, Пётр Карпович

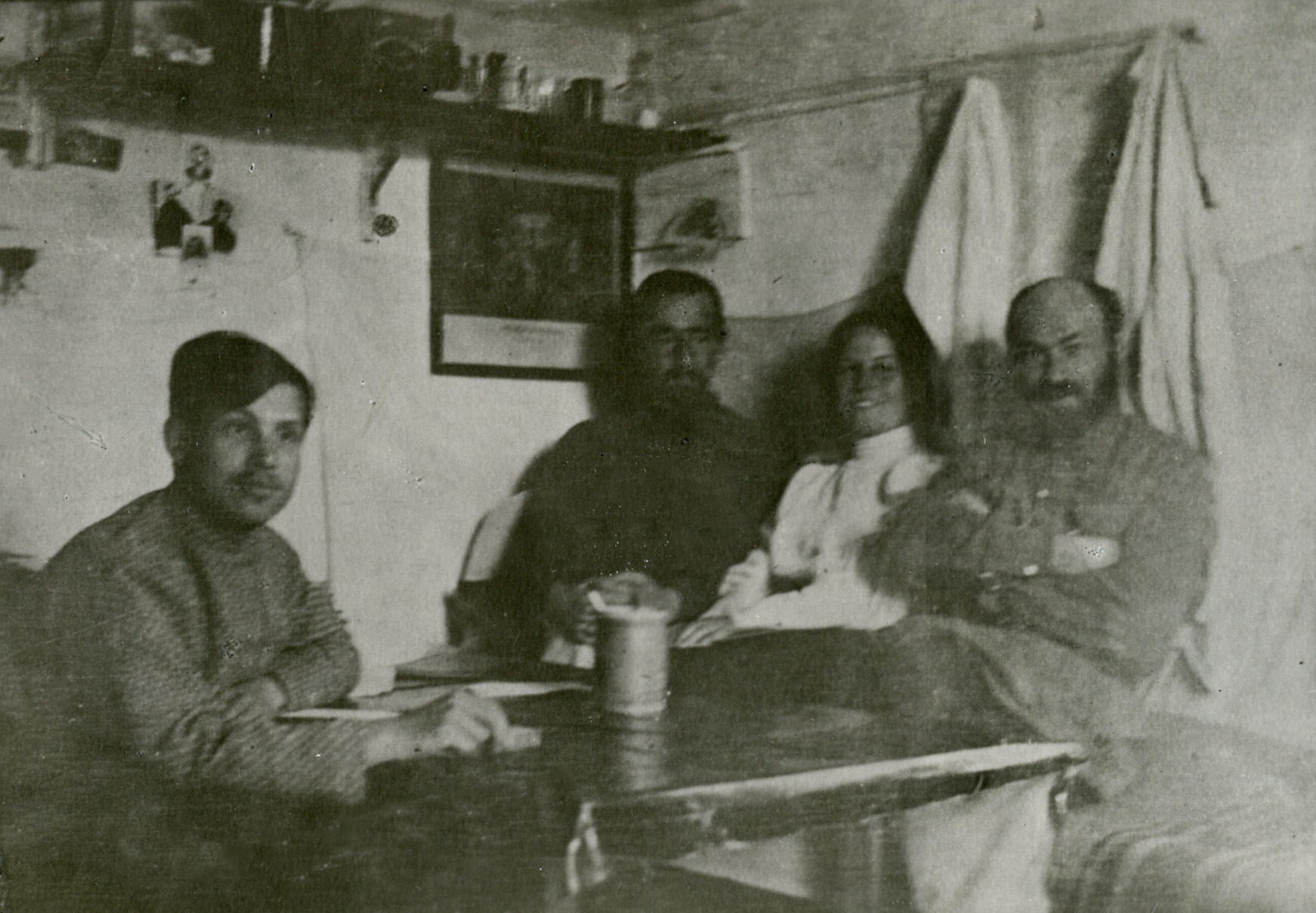
Петро Сидорчук, Егор Созонов, Анастасия Биценко и Григорий Гершуни в Акатуйской тюрьме

Несмотря на то, что Гершуни отказался писать прошение о помиловании, в марте 1904 года царь заменил ему смертную казнь на пожизненное заключение. Новость о помиловании воспринял негативно. По приказу Плеве для Гершуни были созданы исключительно суровые условия пожизненного заключения: он содержался в одиночной камере, без права переписки, возможности писать, читать книги или заниматься трудом. Из Петропавловской крепости Гершуни перевезли в Шлиссельбургскую тюрьму. Там его изолировали от остальных заключённых и поместили в самую тёмную, покрытую плесенью камеру старой тюрьмы, окна которой выходили на место казни и захоронения Балмашёва. Был лишён необходимой медицинской помощи и из-за травмы, полученной при аресте, с трудом ходил. Гершуни воспринимал условия своего пожизненного заключения как месть со стороны правительства и многодневную пытку.
Революционные события в стране способствовали смягчению тюремного режима Гершуни. Осенью 1905 года он был переведён в новую тюрьму, где, спустя 2,5 года изоляции, смог снова общаться с людьми. Там познакомился со старыми народовольцами, духовным наследником которых себя считал. Гершуни относился к народовольцам, отбывающим в Шлиссельбурге вечную каторгу, с благоговейным почитанием, и  чувствовал себя «гостем у радушных и любящих родных». Дружил с членом Боевой организации Е. С. Созоновым (Авелем). Первая тюремная встреча с Созоновым, который 15 июля 1904 года убил Плеве, выжил при взрыве и не был казнён, вызвала у Гершуни сильную эмоциональную реакцию. Созонов вспоминал, что Гершуни обнимал его, целовал ему руки, называл его нежными именами «как самое… дорогое спасённое дитя». Гершуни смог расположить к себе тюремную администрацию и надзирателей. Нарушая режим, они сообщали Гершуни новости о ходе революции в стране и приносили свежие газеты.
Революцию воспринял как победу своего дела, до которой ему посчастливилось дожить. Новости о политических свободах вызвали в Гершуни «взрыв небывалой, восторженной радости». Он надеялся, что можно будет больше не «брать в руки кровавый меч» и заняться мирной созидательной работой. Однако революционные выступления были подавлены правительством. Как пишет историк И. В. Турицын, узнав о кровавых событиях 1905 года, члены Боевой организации были изумлены, потрясены, «чувствовали себя придавленными необъятными размерами жертв». Гершуни рвался к борьбе и участию в управлении партией.
Переправил на волю письмо, в котором дал анализ революционных событий. Предположил, что в ближайшем будущем Россия продвинется дальше европейских стран по пути социального прогресса, минуя «период мещанского довольства» (капитализм), российская революция будет иметь сложнейшие благоприятные последствия «для всего мирового трудового народа». Положительно оценил превращение партии эсеров из конспиративно-элитарной в массовую (по данным К. Н. Морозова, в 1905 году в партии состояло уже 60—65 тысяч человек). Письмо Гершуни было зачитано на первом съезде партии социалистов-революционеров 4 января 1906 года и стало кульминацией съезда, зал слушал его стоя.
После Октябрьского манифеста и политической амнистии бессрочное заключение Гершуни заменили пятнадцатилетней каторгой. 8 января 1906 года Шлиссельбургская тюрьма была упразднена, и Гершуни был переведён сначала в Пугачёвскую башню Бутырской тюрьмы, а оттуда в Акатуйскую каторжную тюрьму в Восточной Сибири, где содержался с другими осуждёнными эсерами на относительно мягком режиме. Жил в помещении тюремной библиотеки вместе с Петро Сидорчуком и Егором Созоновым. В Акатуе эсеры организовали обучение для малограмотных каторжан, Гершуни читал лекции по истории революционного движения, на которые «собиралась вся тюрьма», в том числе конвойные и тюремное начальство. На каторге был самым авторитетным политическим заключённым. Созонов отмечал, что для эсеровских боевиков Гершуни был как «милый брат, друг и отец», они любили его и называли «наша гордость». М. А. Спиридонова вспоминала, что Гершуни слушались другие заключённые, а  администрация тюрьмы «робела, держалась с ним, как с начальством, и подчинялась беспрекословно его гипнотизирующей воле».

### Последние годы (1906—1908)

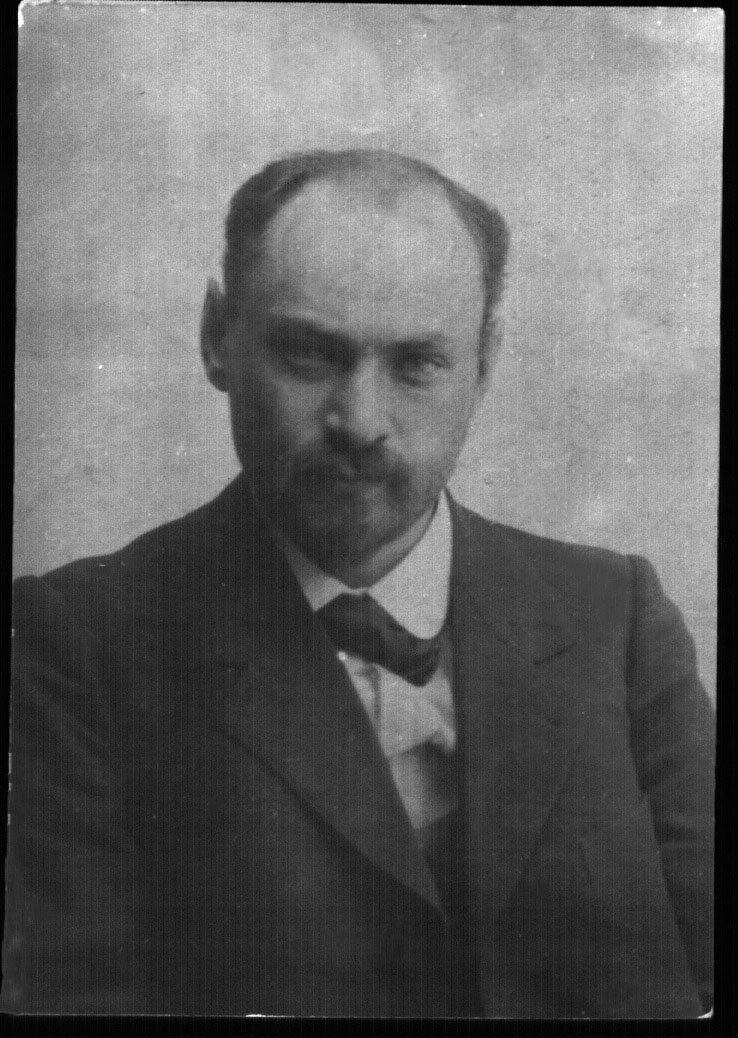

После перевода в Акатуй Гершуни начал готовить побег с каторги. Смог сбежать 13 октября 1906 года с третьей попытки, подготовленной при помощи невесты Созонова М. А. Прокофьевой и адвоката П. Н. Переверзева. Гершуни вынесли из тюрьмы в бочке с капустой. Вдоль пути были организованы пункты, на которых для него меняли лошадей. Из Владивостока на японском судне он прибыл в Японию, а оттуда в США, где выступал на массовых митингах сторонников русской революции и собрал для партии сто восемьдесят тысяч долларов.
К партийным деньгам Гершуни относился с «величайшей бережностью», на своё существование тратил только необходимый минимум. Один из лидеров «Народной воли» В. Н. Фигнер, которую он привлёк в партию эсеров, отмечала, что Гершуни был аскетом, «не путался в лохмотьях материальных благ и был неподкупен для того, что можно назвать „лакомством“ жизни».
В феврале 1907 года под псевдонимом Капустин участвовал во  втором экстренном съезде партии в финском городе Таммерфорсе, был единогласно избран председателем съезда. Попытался вернуть революционный терроризм эсеров под контроль ЦК партии. За время Первой русской революции эсеровский террор приобрёл массовый характер: теперь им занималась не только Боевая организация, но и рядовые эсеры на местах (по подсчетам Д. Б. Павлова, в 1905—1907 годах эсерами было осуществлено 233 теракта, М. И. Леонов приводит другую цифру — 200 терактов, причём только 5 из них были совершены непосредственно Боевой организацией).
В речи перед однопартийцами Гершуни признал временное поражение революции, предсказал разворачивание реакции под руководством П. А. Столыпина. Выразил уверенность, что самодержавие вскоре падёт, Николай II разделит участь Людовика XVI, после смены строя и завоевания политических свобод российский народ выберет социализм. При этом непосредственная революционная ситуация в стане, по мнению Гершуни, закончилась: «главный нерв ещё не задет, чего-то ещё не достаёт», чтобы народ совершил революцию, чувствуется «тупик, в который на время загнано движение». Большинство эсеров считали, что выйти из этого тупика можно с помощь усиления террора. Гершуни видел, что массовый революционный терроризм не даёт нужных результатов и вредит репутации партии. Предложил использовать Вторую Думу как революционное орудие. Для этого, по его мнению, все оппозиционные фракции в Думе должны объединиться и создать единую оппозицию, которая будет работать против самодержавия и дворянства в интересах своих избирателей. Неминуемый разгон такого представительного органа вызовет возмущение в обществе и станет «исходным пунктом нового подъёма революционного движения». Предложил свернуть боевую деятельность, если получится бороться с властями парламентскими методами:

При хорошей Думе и хорошая бомба лишняя и скверная вещь; при плохой Думе хорошая бомба — вещь неизбежная.— речь Г. А. Гершуни на II съезде партии эсеров.
Как вспоминал Чернов, идеи Гершуни были не поняты частью делегатов, в зале раздавались фразы: «не тот стал Гершуни!». Тем не менее съезд поддержал Гершуни в вопросе думской тактики, а также принял предложенную им резолюцию о запрете экспроприаций имущества частных лиц. 
Гершуни был избран в ЦК и вместе с Азефом должен был вновь руководить террористической деятельностью партии. Как пишет Е. Эрман, на этой работе сошлись «тигр революции (Гершуни) — и её шакал (Азеф)». Они восстанавливали центральную Боевую организацию и курировали работу Летучего боевого отряда Северной области, который перешёл под юрисдикцию ЦК. Гершуни стал отходить от непосредственной организации терактов, так как стремился к более широкому идейному руководству партией.

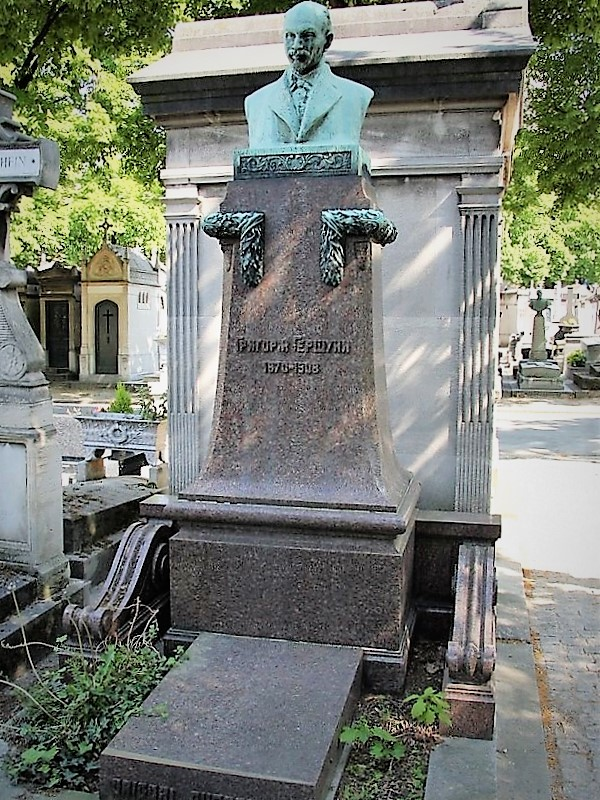
Могила Гершуни

В это время усилились слухи о провокаторстве Азефа. В 1903 году Гершуни просил эсеров в случае его ареста передать управление Боевой организацией Азефу, и теперь чувствовал себя ответственным за его действия. Чтобы сохранить репутацию партии, Гершуни хотел вместе с Азефом поехать в Россию и совершить покушение на Николая II, которое уже было в планах эсеров. Гершуни предполагал, что в случае удачи «все слухи сами собой умрут», а в случае неудачи они оба должны будут погибнуть, их гибель восстановит честь партии и прекратит деморализацию в рядах революционеров.
Приступить к осуществлению этого плана Гершуни не смог из-за болезни — быстро прогрессирующей саркомы легких. В ноябре 1907 года он лёг в швейцарский госпиталь, где умер 29 марта 1908 года.
Похороны Гершуни в Париже превратились в интернациональную политическую демонстрацию с участием социалистических и рабочих организаций из России, Франции, США, Англии, Швеции, Германии, Италии и других стран. Провождали Гершуни в последний путь десятки тысяч человек. Похоронен на Монпарнасском кладбище в Париже рядом с могилой П. Л. Лаврова, которого считал своим учителем.

## Политические взгляды
Гершуни был социалистом. Считал, что в России необходимо добиваться установления социалистического строя, когда «всякому принадлежал продукт его труда, за необходимыми общественными вычетами, и чтобы были созданы такие условия, при которых меньшинство не могло бы захватить в свою пользу собственность большинства». По его мнению, социализм не может быть построен путём декретов или каких-либо заговоров, а «только трудовой народ, когда он выйдет из состояния невежества и подавленности, может воплотить в жизнь её высшие цели свободы, равенства и справедливости». 
Считал самодержавие отжившей формой правления, которая не подходит стране, вошедшей в «круговорот капиталистического хозяйства и международной конкуренции». Из-за этого страна находится в состоянии «полной экономической разорённости»: крестьяне систематически голодают, в связи с голодом свирепствуют болезни, происходит истощение крестьянских хозяйств; рабочие вынуждены влачить «самое жалкое, самое ничтожное существование». Российской империи необходимы срочные экономические и политические реформы. Без политических свобод дело неизбежно идёт «к гибели страны, при них также неизбежно погибнет абсолютизм». 
По мнению Гершуни, правящие классы Российской империи не выражают интересов народа. Они смотрят на рабочий народ, как на «немых статистов» или как на «падаль, на которую набрасываются с алчной жадностью… рвут на куски, заботясь только о том, чтобы как можно больше себе урвать, "научно" оправдывая свои действия тем, что самой природой предопределено, чтобы сотни миллионов прибывали в каторжном труде… для того, чтобы единицы избранных могли наслаждаться за счёт их трудов всеми благами жизни». 
Стоял на позициях интернационализма. 
Из-за еврейского происхождения Гершуни сталкивался с ограничениями и унижениями по национальному признаку, вызванными государственной политикой антисемитизма в Российской империи. Однако он подчёркивал, что борется не за права евреев, а за права всех угнетённых классов и групп:

У еврейского трудового народа в его освободительной борьбе нет задач, отличных от задач русского народа, так как мы признаём существование только двух наций — нации эксплуататоров и нации эксплуатируемых.— речь Г. А. Гершуни на суде.
Гершуни выступал за объединение революционных сил. В начале революционной деятельности верил, что удастся создать в России единую революционную партию, в которой сольются все партии. На социал-демократов смотрел «как на братьев», которым готов помогать «левой рукой, ибо правая уже занята мечом».В 1905 году советовал эсерам объединиться с социал-демократами в одну Российскую Социалистическую партию. Когда он убедился, что его мечте о единой партии не суждено сбыться, то сильно страдал от этого, пишет историк Р. А. Городницкий. Предлагал эсерам не бояться тактических союзов с кадетами против самодержавия, так как после завоевания политических свобод российский народ все равно пойдёт за социалистами.

## Взгляды на революционный терроризм
Несмотря на то, что Гершуни фактически положил начало эсеровскому терроризму, он выступал против террора как «самодовлеющего средства, уместного… во все времена и при всех обстоятельствах». Гершуни заявлял, что политические убийства допустимы только в определённых обстоятельствах:  

Когда… общественная ненависть сосредотачивается вокруг какого-нибудь правительственного агента… когда этот агент становится символом насилия и деспотизма, когда его деяния становятся вредными для общественного блага, когда в распоряжении страны нет никаких средств обезвредить его и когда его существование становится оскорблением для общественной совести, — последняя открывает дверь террору — выполнителю приговора, выжженного в сердцах сознательных граждан. И когда раздается взрыв бомбы, из народной груди вырывается вздох облегчения. Тогда всем ясно: свершился суд народный! Не надо никаких объяснений, никаких прокламаций. Страна ждала этого суда, страна знает, за что убит этот насильник, страна знает, что не убивать его было нельзя, страна знает, что только убийством можно было спасти от него народ. Вот когда убийство, от которого отшатывается человеческая натура, становится великим подвигом, а «убийца» — национальным героем.— речь Г. А. Гершуни на II съезде партии эсеров.
Политическое убийство не является актом мести, оно направлено не против личности конкретного государственного деятеля, а против исполняемой ею социальной функции. Боевая организация придерживалась правила: с момента, когда чиновник уходил со своего поста в отставку и его уже не требовалось «обезвредить», Боевая организация не рассматривала его как цель. 
Гершуни заявлял, что мишень для террора указывает общественное мнение. Теракт служит гласным судом над врагами общества и должен быть открыто декларативен. Когда теракт поражает человека, от которого пострадали тысячи людей, то он приковывает общественное внимание, заставляет людей задумываться над политическими вопросами и тем самым несёт агитационное значение.
Сами по себе теракты «не дают всего эффекта, если они не поддержаны массовым движением», считал Гершуни. Когда теракты поддерживаются демонстрациями, бунтами, волнениями, они дезорганизуют власть. Партия должна согласовывать террористическую борьбу с остальными видами революционной борьбы, вести активную массовую работу, чтобы приводить в движение разнообразные общественные силы. 
Эсеровский терроризм, по мнению Гершуни, должен также подрывать веру в правительственное всемогущество, привлекать к революционной борьбе колеблющихся, создавать психологическую опору для разгромленных революционных сил, подавать пример героического подвига, поднимать престиж партии в глазах общества. 
Гершуни подчёркивал, что революционный терроризм — техническое средство «слишком сильное, слишком чреватое всякими последствиями», с ним необходимо обходиться осторожно и оно не может зависеть от индивидуальных решений отдельных лиц, а должно полностью контролироваться партией. 

### Критика массового революционного терроризма
После начала Первой русской революции эсеровский терроризм принял массовый характер и уже не подчинялся тем правилам и ограничениям, которые установили Гершуни, Гоц, Чернов и другие лидеры партии. По словам историка Будницкого, в это время джинн терроризма отказывался слушаться своих хозяев, а теракты производили на общество всё более отталкивающее впечатление. Гершуни критиковал деградацию революционного терроризма. Негативно относился к аграрному и фабричному террору, выступал против «мелких убийств городовых, стражников, казаков», которые распространились во время революции. Считал массовый терроризм вредным для репутации эсеров, предупреждал, что он может погубить партию. Призывал однопартийцев оставить чувство мести и подчиняться только холодному политическому расчёту:

Террористический акт допустим не тогда, когда его можно делать, а когда его должно делать, и часто бывают случаи, когда брошенная бомба убивает не только того, в кого она брошена, но и организацию, от имени которой она брошена.— речь Г. А. Гершуни на II съезде партии эсеров.
Гершуни выступал резко против экспроприаций, считая, что они покрывают революцию «налётом грязи и мерзости», деморализуют революционеров, отталкивают от партии сочувствующих и не выгодны «с чисто материальной стороны». После ограбления Московского общества взаимного кредита эсерами-максималистами Гершуни предлагал найти 800 тысяч рублей и вернуть их владельцам с извинениями от лица ЦК партии эсеров. Заявлял, что социально-революционная партия погибнет, если будет пользоваться «силой денег, приобретённых не всегда честным путём».

### Нравственное оправдание революционного терроризма

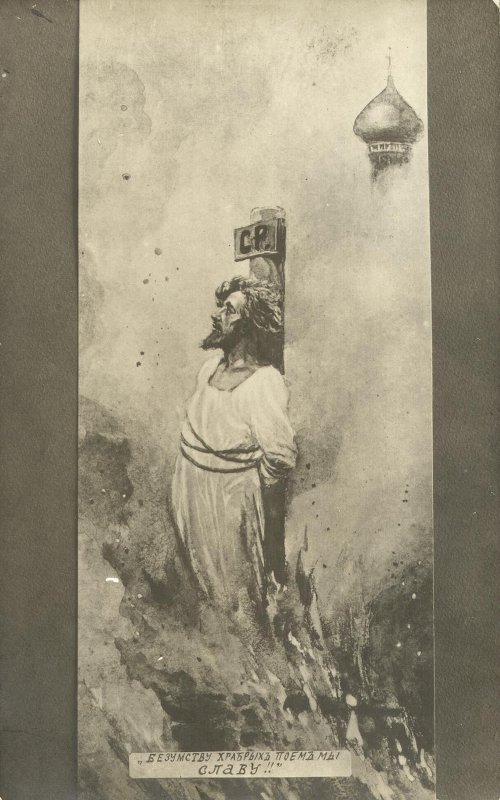
Открытка, посвящённая казням эсеров в период борьбы с революционным терроризмом и работы военно-полевых судов. Художник М. Г. Малышев, 1905 г.

Для Гершуни имели большое значение вопросы нравственного оправдания революционного терроризма. Гершуни утверждал, что революционный терроризм — это вынужденный ответ на насилие со стороны государства, средство общественной самозащиты и самообороны, «орудие защиты от дикого произвола и насилия властных и сильных над бесправными и слабыми». За развитие этого «неестественного способа борьбы» несёт ответственность правительство: оно лишило общество любых способов заявить о своих нуждах, а на мирные протесты отвечало репрессиям. На суде Гершуни приводил пример, что всё общество протестовало против «временных правил» об отправке студентов в солдаты, но только выстрел Карповича «сделал то, чего не могли сделать мирные заявления различных общественных слоёв. Вместе с Боголеповым были убиты и временные правила». 
Гершуни говорил, что предпочёл бы мирные способы помощи народу, но обстоятельства вынудили его «выходить на решительные боевые действия». Партия эсеров до последнего оттягивала вступление на путь террористической борьбы и только под давлением «нестерпимых правительственных насилий над трудовым народом и интеллигенцией нашла себя вынужденной на насилие ответить насилием». 

В эпоху значительного общественного подъема, какой застали последние годы, удары реакции могут встретить покорность отчаянья только в отдельных лицах. В целом же неизбежен неумолимый отпор, при котором с фатальной необходимостью «угол отражения оказывается равным углу падения»… Те, которые сталкивались с революционной средой, знают, как быстро под влиянием правительственных репрессий росло в ней сознание необходимости резкого отпора, как люди рвались в открытый бой, и как вопрос о неизбежности террора с очевидной ясностью выдвинулся для всех…— речь Г. А. Гершуни на суде.
Другим аргументом нравственного оправдания революционного терроризма для Гершуни было самопожертвование революционера-террориста, который не только убивал, но и готовился «умереть за убийство», погибнув во время теракта или на эшафоте. В листовке, посвящённой покушению Балмашёва, Гершуни писал, что этот акт докажет, что люди «готовые жизнью своей пожертвовать за благо народа, сумеют достать врагов этого народа для совершения над ними правого суда». Себя Гершуни заранее готовил к такой же смерти на эшафоте. При Гершуни был создан миф о бескорыстной жертвенности революционера-террориста, который разрушился уже после его смерти с разоблачением провокаторской деятельности Азефа.

## Литературная деятельность

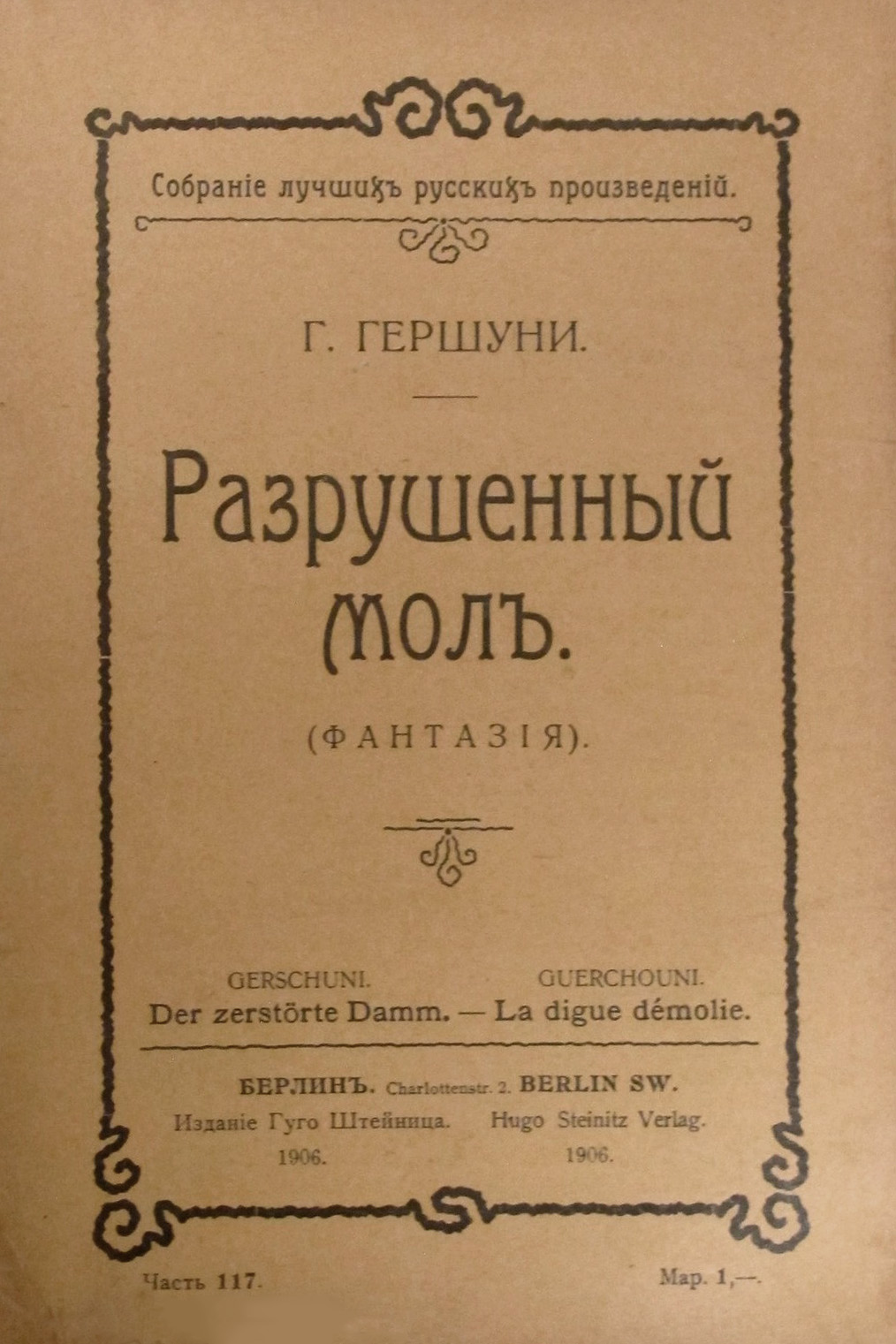
Обложка поэмы Гершуни «Разрушенный мол»

Гершуни активно занимался литературной и публицистической деятельностью. Писал статьи в партийную прессу, листовки от имени Боевой организации, агитационные материалы, речи. Выступал редактором программных текстов (брошюры «Свобода», статьи «Террористический элемент в нашей программе»). 
В 1902 году опубликовал поэму в прозе «Разрушенный мол», посвящённую разрушению самодержавия. Поэма по стилю и содержанию напоминала романтические произведения Максима Горького «Песня о Соколе» и «Песня о Буревестнике». 
Главный публицист эсеров Чернов отмечал, что Гершуни была свойственна юношески-романтическая приподнятость стиля. Историк О. В. Будницкий пишет, что за чрезмерно «высоким» стилем Гершуни стоит «определённое видение мира и готовность этот мир изменить, если и не при помощи меча, то при помощи револьвера и динамита». Эсеры отмечали, что такой стиль был естественным выражением личности романтика Гершуни и его сильных чувств, вызванных революционной и боевой работой. 

### «Из недавнего прошлого»

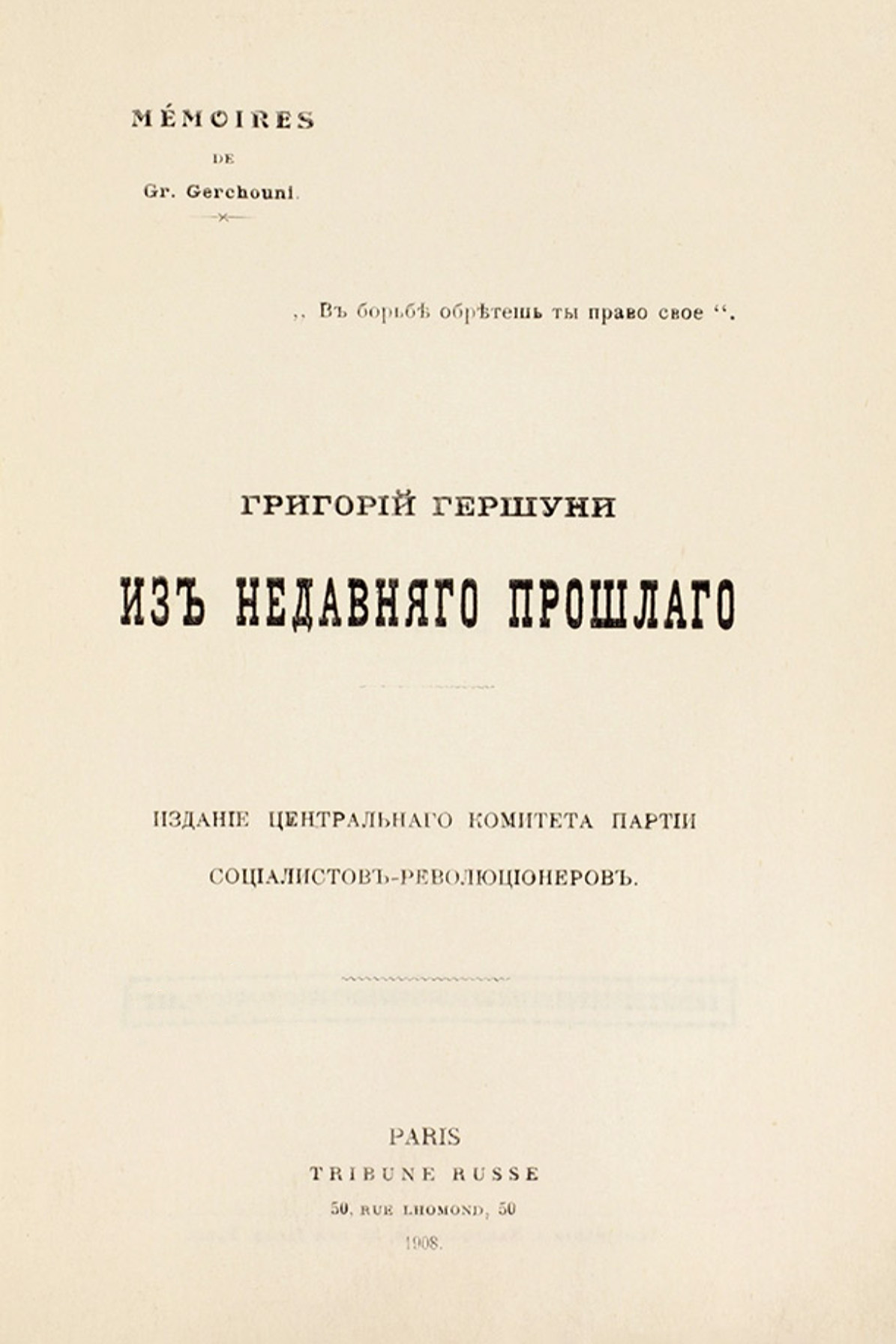
Титульный лист книги Гершуни «Из недавнего прошлого» (Париж, 1908 год)

В 1907 году Гершуни написал воспоминания «Из недавнего прошлого», охватившие период его жизни с ареста до отправки на Акатуйскую каторгу (13 мая 1903 года — январь 1906 года). Книга была задумана не как автобиография, а как своеобразный «учебник» для молодых революционеров, попавших в руки правительства: на своём опыте Гершуни показывает, какими технологиями пользуются представители власти, чтобы «сломить стойкость и мужество революционера», рассказывает, как этому можно противостоять, найти «в себе силы всё это пережить и из всех испытаний выйти с честью». Для реализации замысла автор не просто описывает этапы биографии (арест, следствие, суд, ожидание казни, помилование, ужесточение режима, этапирование в Шлиссельбург, смягчение режима, отъезд из Шлиссельбурга), но и подробно разбирает свои мысли и чувства на каждом этапе. Зачастую Гершуни сопровождает драматические эпизоды юмором и еврейским фольклором.   
В воспоминаниях фигурируют министр внутренних дел В. К. Плеве, прокурор М. И. Трусевич, начальник Киевского охранного отделения А. И. Спиридович, глава особого отдела департамента полиции Н. А. Макаров, адвокаты Н. П. Карабчевский и А. В. Бобрищев-Пушкин,  революционеры П. В. Карпович, Е. С. Созонов, Г. А. Лопатин и другие. 
Текст содержит неизвестные ранее подробности казней эсеров С. В. Балмашёва (3 (16) мая 1902 года), И. П. Каляева (10 мая (23 мая) 1905 года), Х. Гершковича (20 августа (2 сентября) 1905 года), полученные Гершуни от свидетелей-жандармов. По словам жандармов, в феврале 1904 года для Гершуни тоже было приказано поставить виселицу. После неожиданной отмены казни виселица простояла пустой ещё несколько месяцев, пока её не разобрали.

## Оценки

### Современников
При жизни Гершуни получил международную известность, а для сторонников российской революции являлся признанным героем. 
Эсеры называли Гершуни силой и славой партии, а царские власти видели в нём  «именно те "дрожжи", которые с неслыханной дерзостью и энергией поддерживали брожение в очень трудные для революции моменты плевинского сыска и репрессий».
Руководитель «Народной воли» В. Н. Фигнер объясняла, почему Гершуни пользовался огромным авторитетом у революционеров:

Широкий ум, организаторский талант и сильная воля несомненно расчищали Гершуни дорогу на верхи партии. Но за этими качествами стояло нечто другое, что сообщало ему великий нравственный авторитет. Это был аскетизм физический и духовный. <…> Под аскетизмом духовным я подразумеваю то, когда у человека есть одна великая идея, которой подчинены все помыслы и чувства. Свобода и справедливость, осуществление их путём революции — такова была идея, одушевлявшая Гершуни. Для него революционное дело было не одно из многих дел в жизни и даже не главное дело — это было единственное его дело. В этом отношении его взоры были всегда устремлены к звёздам, он шёл, едва касаясь земли. Именно это — подчинение всего себя великому и высокому, наряду с игнорированием материального — давало ему цельность, полное единство слова с делом. Слово и дело никогда не были у него в противоречии, и это создавало силу его громадного авторитета. Когда Гершуни не был на деле, он поражал сердечностью и вдумчивостью по отношению к чужой личности. Он обладал тогда почти женственной мягкостью… Когда же он был на деле, от него тянуло холодком… Но это была свежесть горного воздуха, холод снеговых вершин, куда не достигают пыль и чад человеческого жилья.
В душе Гершуни был бог, была белая лилия, строгая по форме и по цвету… И вот это-то создавало силу, перед которой склонялось всё.— В. Н. Фигнер. «После Шлиссельбурга».

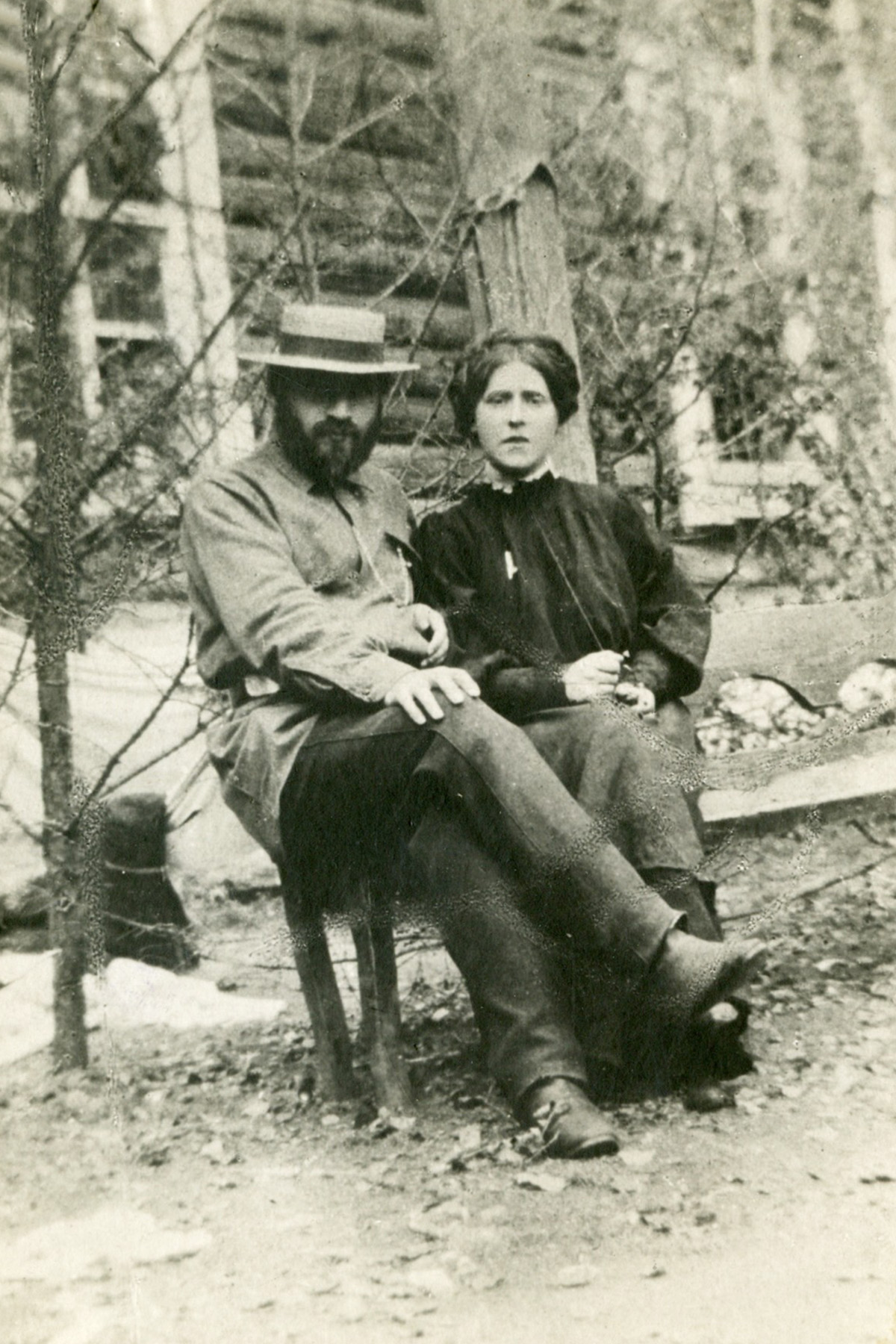
Григорий Гершуни и Мария Спиридонова, лето 1906 года

Лидер большевиков В. И. Ленин назвал Гершуни человеком, который «своей преданностью революционной организации заслужил себе глубокое уважение». Народовольцу М. Ф. Фроленко Гершуни напоминал восточного пророка, «необыкновенно милого, симпатичного, проникнутого… до мозга костей революционной идеей и похожего… на Иисуса по своим качествам». Руководитель партии левых эсеров М. А. Спиридонова считала Гершуни человеком из библейских времён, который «от многих веков принёс в себе напряжённость скоплённой силы и всепонимание». 
Как поклонники, так и противники отмечали, что Гершуни оказывал сильное влияние на окружающих людей, был хорошим психологом, обладал даром убеждения. Противники считали, что он использовал свои способности, чтобы втягивать в террор слабовольную молодёжь, подчинять её и делать исполнителями своих велений: «Есть что-то сатанинское в этом давлении и влиянии Гершуни на своих жертв», — писал жандармский генерал-майор А. И. Спиридович. Революционеры утверждали, что Гершуни использовал своё влияние по-другому:  

Господство его не было тираническим. Он сам имел господина над собой и служил ему верно и предано и всех, кто входил в круг его влияния, вёл вместе с собой на служение своей идее… В своих сношениях с людьми всякого рода он умел… вызывать в каждом лучшие стороны его души… мягкой властью наталкивал душу на доброе и чистое… И поэтому ни одно прикосновение его ни к одному человеку не проходило даром для задетого.— М. А. Спиридонова. «Из жизни на Нерчинской каторге».
Под воздействие личности Гершуни подпадали не только революционеры, но и полицейские чиновники. Жандармы видели в Гершуни опасного и сильного противника, и предполагали, что он «улизнёт непременно», если его не казнить. Некоторые исследователи считают, что именно под влиянием Гершуни Е. Ф. Азеф предал своё полицейское начальство и стал работать на обе стороны. Азеф писал жене о Гершуни: «Этот человек гораздо выше меня». Как указывает историк Р. А. Городницкий, это была единственная подобная оценка, которую Азеф давал кому-либо. 
Сторонники и противники Гершуни отмечали его ум и незаурядные аналитические способности. Эсеров он поражал «изумительной способностью сразу охватывать… дело во всех его разветвлениях, во всём его объеме, в одно и то же время и обдумывая каждую частность». Современники писали, что Гершуни обладал необыкновенной революционной интуицией и мог предугадывать события.  
Адвокат А. В. Бобрищев-Пушкин называл Гершуни человеком очень осторожным, умным, холодным, умеющим скрываться в тени. М. М. Мельников писал, что Гершуни «ловкий прагматик-делец… очень хитрый, беззастенчивый в выборе средств», человек самолюбивый, двуличный, склонный к саморекламе и стесняющийся своего еврейства. Защитник Гершуни Н. П. Карабчевский, впоследствии ставший противником революции, осуждал Гершуни за организацию многочисленных терактов и вербовку в Боевую организацию идеалистически настроенной молодёжи, которую он посылал на смерть. «Суровое, беспощадно-безразличное отношение к чужой жизни шло у него, несомненно, параллельно с таким же отношением и к своей собственной», — писал адвокат Гершуни. 
Противоположное мнение о моральном облике Гершуни и его боевой работе имели революционеры. Они считали Гершуни человеком высоких моральных принципов, указывая, что он выбирал только героические удары в лицо врагу, при которых покушение становилось и жертвенным актом со стороны покушавшегося. Гершуни принимал личное участие в терактах, делил весь риск и ответственность с исполнителями и не избегал смертного приговора. Печать его романтического идеализма, морального благородства и чистоты чувствовалась на всех этих страшных и трагических выступлениях, писал член Боевой организации В. М. Зензинов. «Мудрено было бы представить, что под этой оболочкой твёрдого, несокрушимого бойца бьётся необычайно нежное, любящее, даже несколько романтическое сердце», — писала «Революционная Россия». Лидер Боевой организации «был романтик, герой и поэт в душе», считал его друг М. Р. Гоц. Другой друг Гершуни Е. С. Созонов писал, что Гершуни был примером моральной чистоты, он был щедр на любовь к людям и нежен с ними «совсем как женщина». «Он был зеркалом, в которое я гляделся, чтобы проверить себя», — признавался невесте Созонов. Гершуни казался Созонову «почти воплощением того, чем человек должен быть — и будет через сотни лет». Эсеровский лидер В. М. Чернов ставил его выше себя и считал, что Гершуни «возможно, величайший революционер на свете».

### Историков

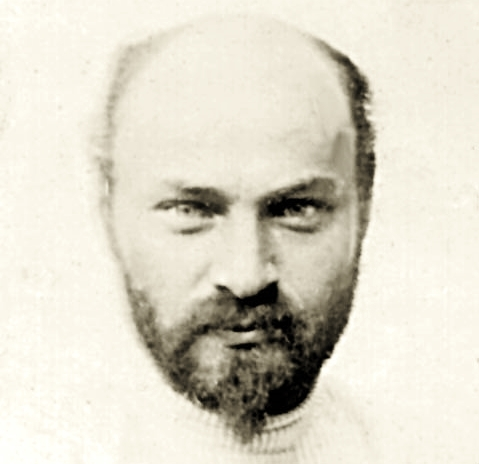

Гершуни сыграл огромную роль в российском революционном движении, пишет историк Л. Г. Прайсман. При этом специалисты признают, что существует дефицит исследований, посвящённых такой «противоречивой, харизматичной и отчасти загадочной личности», как Гершуни. Сложность изучения биографии Гершуни объясняется тем, что его деятельность во многом носила конспиративный характер, а его личность была мифологизирована эсерами. В исторических  исследованиях встречаются такие оценки Гершуни, как «террорист-романтик», «аскетичный фанатик», «нелюдь», «тонкий психолог». Историки М. И. Леонов, О. В. Будницкий и Р. А. Городницкий осуждают Гершуни за инициирование эсеровского террора и критикуют за те средства, которыми он добивался своих целей. Они указывают, что Гершуни мог пользоваться сомнительными с точки зрения морали приёмами и иногда нарушал кодекс чести революционера. Некоторые исследователи считают, что Гершуни намного хуже Азефа организовывал теракты и подбирал людей в Боевую организацию: «Он сам горел таким революционным огнем, что часто приписывал его другим, ошибался в людях», — считает Прайсман. При этом специалисты отмечают большую личную смелость, силу воли, неоспоримый дар убеждения и революционное обаяние Гершуни. Леонов называет Гершуни «тигром революции» и личностью выдающейся, и указывает, что его жизненный путь «в общих чертах отражал тенденцию возникновения революционных организаций в России конца XIX — начала XX вв. с их эксплицитно выраженными устремлениями к крайним насильственным методам вплоть до терроризма». 
Личность Гершуни рассматривается историками в контексте дискуссии о том, могли ли эсеры сохранить власть в стране в 1917 году (партия была самой массовой в России и насчитывала миллион человек; эсеры выиграли выборы в Учредительное собрание). Американский историк О. Радке считает, что Гершуни, будь он жив в 1917 году, сумел бы повести за собой партию и противостоять Ленину. С ним не согласен российский историк К. Н. Морозов, который пишет, что демократическая альтернатива эсеров была не реализована в силу комплекса объективных и субъективных причин.

## Сочинения
- Гершуни Г. А. Разрушенный мол. — М: «Свобода», 1906. — 20 с.
- Гершуни Г. А. Речь Г. А. Гершуни, произнесенная на Экстренном съезде Партии социалистов-революционеров. — Б. м., 1907. — 15 с.
- Гершуни Г. А. Из недавнего прошлого. — Париж: Изд. ЦК ПСР, 1908.

## В кинематографе
- В российском телесериале «Империя под ударом» (2000) роль Гершуни исполнил Константин Хабенский.

### Комментарии
1. ↑  Это отразилось в неконкретном программном заявлении партии, которое было напечатано в «Революционной России» в январе 1902 года: «Признавая в принципе неизбежность и целесообразность террористической борьбы, партия оставляет за собой право приступить к ней тогда, когда при наличности окружающих условий, она признает это возможным».
2. ↑  В исторической литературе есть другие мнения насчёт этой попытки: Григорьев и Юрковская были членами БО, а инициатива их выступления исходила от Гершуни (Р. А. Городницкий); истинное развитие событий было чем-то средним между версиями Гершуни и показаниями Григорьева и Юрковской на следствии (Л. Г. Прайсман).
3. ↑  Адвокат В. А. Жданов на суде над И. П. Каляевым так объяснял логику действий БО: «Избрав политическое убийство, как средство, револьвер и бомбу, как оружие, они путём террора пытаются ускорить политическое освобождение России… Они беспощадные враги современного строя, но они не ищут пощады и себе. На смертный приговор они смотрят, как на смерть за свои убеждения с оружием в руках».
4. ↑  М. А. Спиридонова в воспоминаниях о Гершуни подтверждает, что он избегал лишнего насилия: во время одной из попыток побега с каторги он запретил товарищам наносить какой-либо физический вред конвойному.
5. ↑  Б. В. Савинков в «Воспоминаниях террориста» пишет, что в 1901 году Дулебов входил в революционный кружок рабочих, во главе которого стоял высланный в Уфу Егор Созонов. В 1904 году Дулебов участвовал в подготовке убийства Созоновым министра Плеве.
6. ↑  Там же Б. В. Савинков указывает, что Дулебов был один, а «неизвестный» появился в полицейском отчёте.
7. ↑  Гершуни выехал из Уфы на глазах жандармерии в составе мнимой свадебной процессии, где он сыграл роль жениха, а невеста Созонова Мария Прокофьева — роль его мнимой невесты.
8. ↑  Администрация Архангельской тюрьмы, в которой позже сидел Качура, тоже считала его ненормальным (см. В. Н. Фигнер «После Шлиссельбурга»).
9. ↑  Мельников написал воспоминания, полные личной неприязни к Гершуни и дискредитирующих его фактов. Воспоминания содержат ошибки, поэтому историки относятся к ним с осторожностью. Гершуни, в свою очередь, полностью исключил Мельникова из своих воспоминаний.
10. ↑  Б. В. Савинков писал, что решил принять участие в терроре после ареста Гершуни (май 1903 года). Такое же решение тогда же приняли ещё двое его товарищей и И. П. Каляев.
11. ↑  Николай II подписал документ 4 марта, но Гершуни объявили о его помиловании только 16 марта.
12. ↑  Гершуни настоял, чтобы все эсеры, которые присваивают имущество частных лиц, были исключены из партии, а экспроприации государственного имущества допускались только по решению ЦК и без человеческих жертв.
13. ↑  Гершуни распорядился передать управление БО Азефу на время, пока в Россию не приедет М. Р. Гоц. Гоц не смог приехать в Россию и возглавить БО из-за плохого состояния здоровья.
14. ↑  Историк О. В. Будницкий приводит такую информацию: П. Д. Святополк-Мирский, занимавший должность министра внутренних дел после Сипягина и Плеве (оба были убиты БО), получив известие об отставке в январе 1905 г., пил у себя за завтраком за то, что благополучно, живым уходит с этого поста.
15. ↑  Идеолог эсеровского террора М. Р. Гоц так объяснял это правило: «Какой смысл бить по отставному или почти отставному? Мы не мстим за прошлое. Мы не судим за преступления, покрываемые пеплом давности. Мы воюем».
16. ↑  Многие революционеры становились террористами после того, как власти несколько раз репрессировали их за более «мирную» работу. Примерами могут послужить биографии членов БО Ивана Каляева, который был социал-демократом; Егора Созонова, который был пропагандистом и писал, что «правительство сделало из меня, человека мирного, революционера».
17. ↑  «В глазах русских террористов политическое убийство было последним и высшим актом человеческой активности во имя общего блага, актом справедливости прежде всего — и морально оно в глазах самого террориста могло быть оправдано до некоторой степени — только до некоторой степени! — лишь тем, что террорист отдавал при этом свою собственную жизнь», — писал член БО эсер В. М. Зензинов.
18. ↑  Руководитель особого отдела Департамента полиции Л. А. Ратаев писал: «Этот человек производил сильное впечатление на всех, с кем сходился. Был ли то известный гипноз, или результат необыкновенно развитой силы воли, или же воздействие глубокого искреннего убеждения — не знаю, но обаяние личности Гершуни факт несомненный. Мне об этом свидетельствовали С. В. Зубатов и покойный Н. А. Макаров, которым приходилось часто с ним видеться и подолгу беседовать».
19. ↑  Азеф хоть и рассказывал о Гершуни полиции, но выгораживал его, просил не арестовывать и скрывал точное местонахождение своего «крёстного отца», указывают Л. П. Меньщиков и Л. Г. Прайсман
20. ↑  Судя по мемуарам эсеров, Михаил Гоц и Егор Созонов были самыми близкими друзьями Гершуни. Созонов писал: «Мало сказать, что я его любил… мне всегда чувствовалось, что пока есть Григорий, у меня есть дом… с его смертью я как будто сам умер».
21. ↑  Гершуни начинял ядом и распиливал пули для покушений; использовал любовь Оболенского к противоположному полу, чтобы выманить князя на место покушения; не признал свою революционную деятельность на допросе у Зубатова.